# Waschmaschine

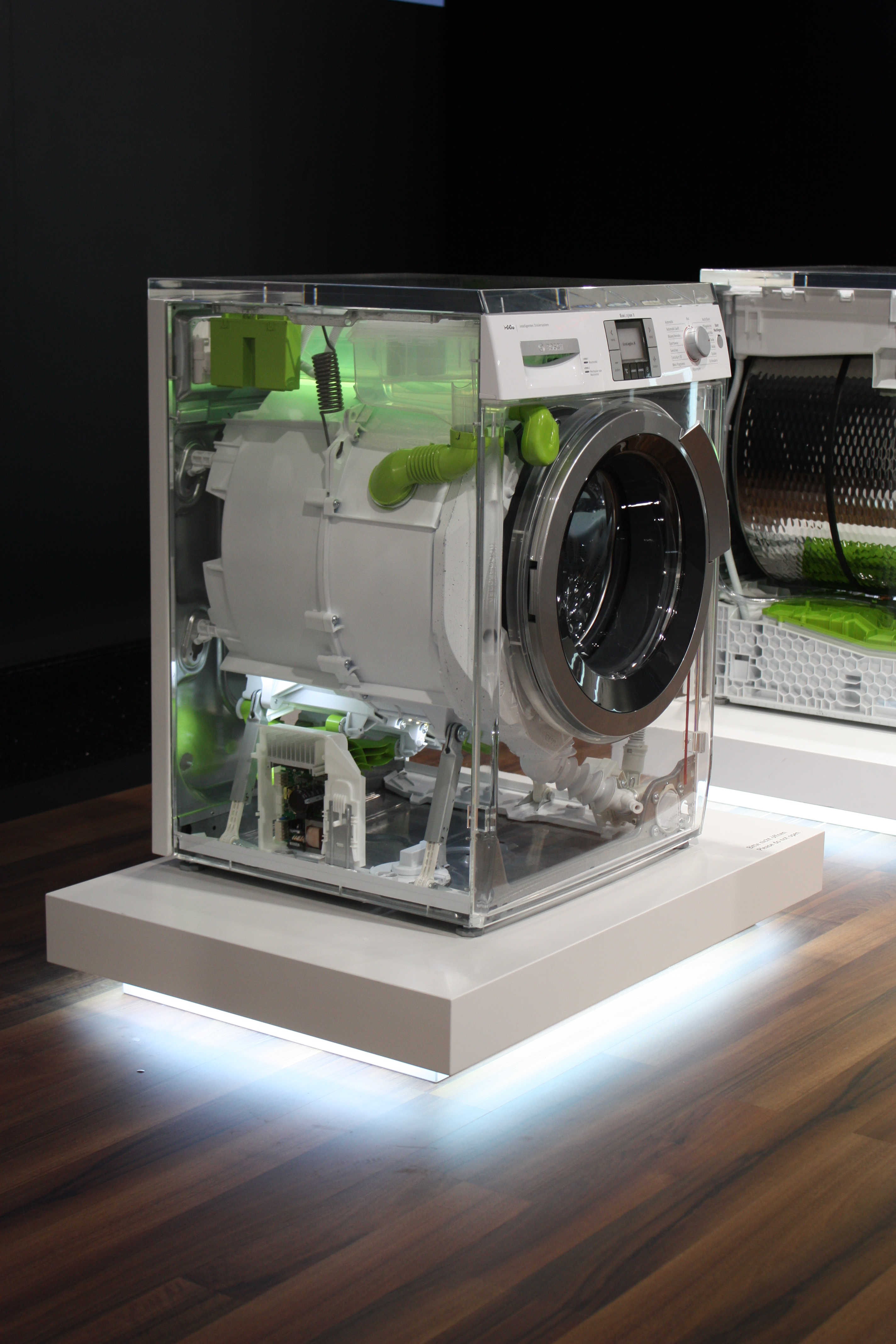
Waschmaschine mit durchsichtigem Gehäuse zu Ausstellungszwecken, 2010

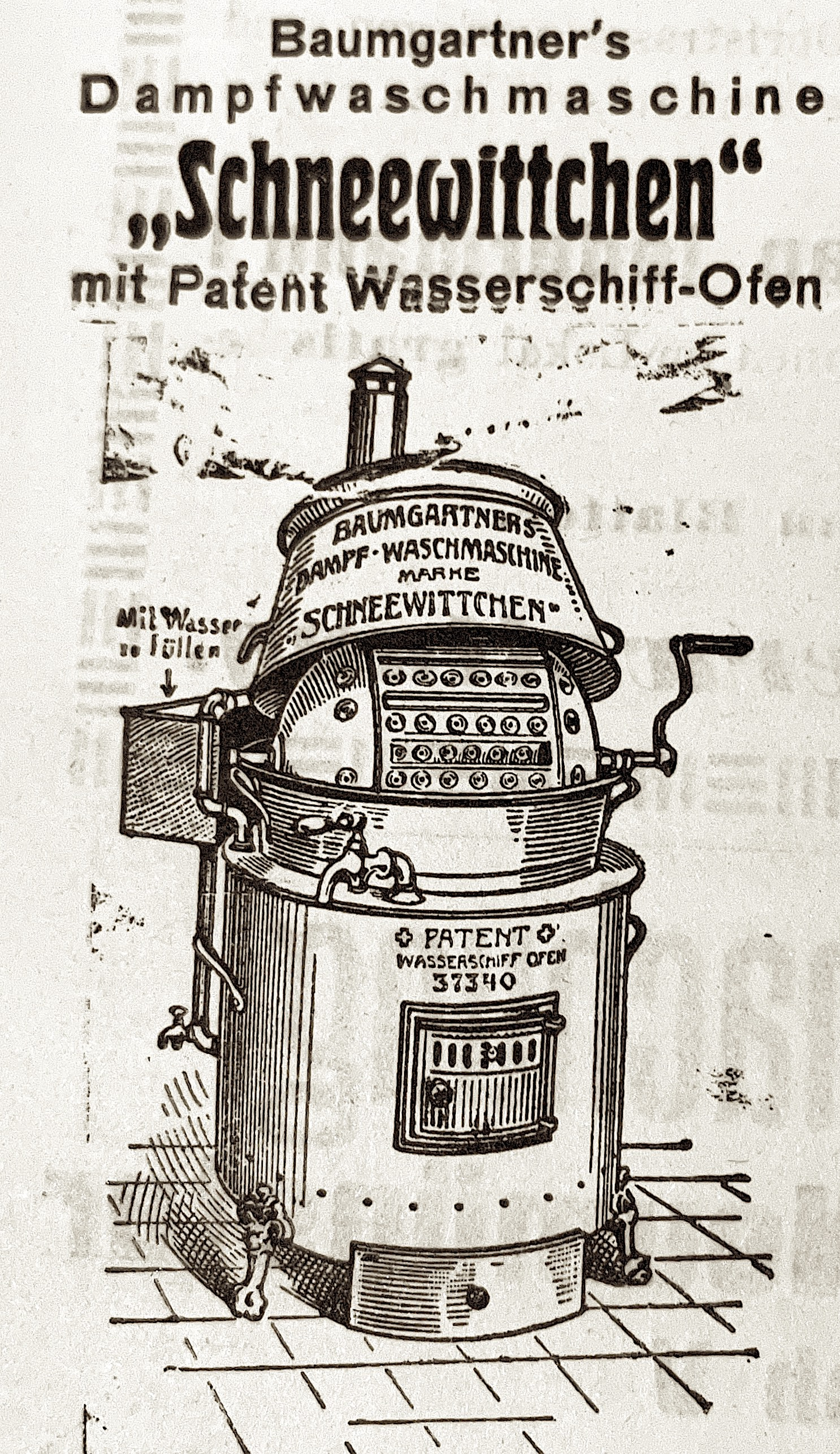
August 1910: Inserat für eine Dampfwaschmaschine mit Wasserschiff

Eine Waschmaschine ist ein Reinigungsgerät, vornehmlich zur Reinigung von Textilien. In einer Waschmaschine wirken Wasser, mechanische Kräfte, chemische Waschmittel sowie Wassertemperatur und Waschdauer in Kombination auf das Waschgut ein, diese Wirkmittel werden oft an das zu waschende Material und dessen Verschmutzungsgrad und -art angepasst. Waschmaschinen dienen in Haushalten ebenso wie im Reinigungsgewerbe dazu, Kleidung und andere textile Fertigerzeugnisse zu reinigen.
Die Mechanisierung der Textilienwäsche durch Maschinen war ein tiefer Einschnitt im Alltag. Bis allseitig zufriedenstellende Typen entwickelt waren, zog es sich allerdings sehr lange hin.

## Geschichte der Waschmaschine

### Übersicht über die technische Entwicklung

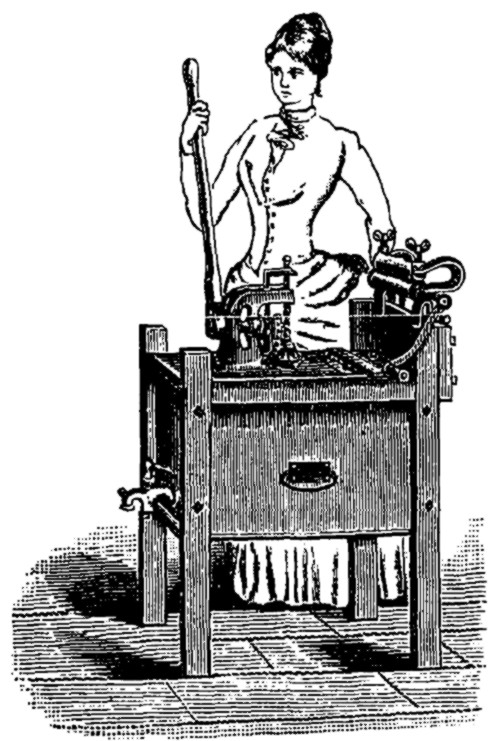
Universalwaschmaschine
anno 1888;
„Ohne Kochen und Brühen,
ohne Reiben oder Rumpeln
wird die Wäsche durch einfaches Schwemmen in heissem Wasser,
welchem nur gewöhnliche Wasch- oder weiche Seife zugesetzt wird,
[…] in kurzer Zeit gründlich gereinigt …“

Traditionell wurde Wäsche mit dem Waschbrett in kaltem Wasser (oder besser mit weichem Regenwasser, siehe dazu Wasserhärte#Geschichte und Herleitung des Begriffs) an einem mit Frischwasser versorgten Waschplatz oder in einem Zuber gewaschen. Eine erste Erleichterung brachten die Waschkessel, in denen Wasser mit Festbrennstoffen erhitzt werden konnte und die Wäsche aber weiterhin manuell mit einem Wäschestampfer und anderen Geräten bearbeitet werden musste.

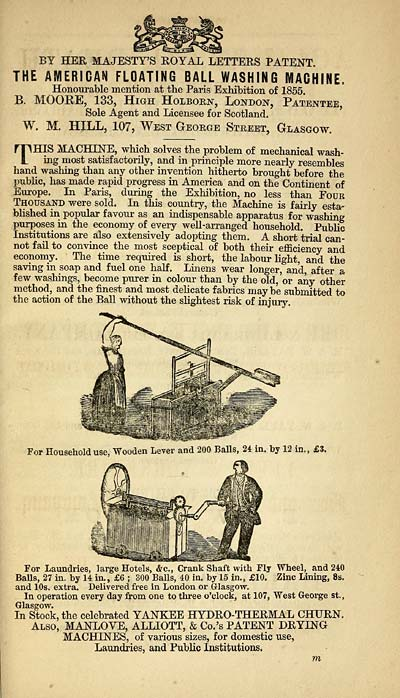
Beschreibung und Abbildungen der
„The American
Floating Ball
Washing Machine“, enthielt 200, 240 oder 300 Bälle

Hölzerne Bottichwaschmaschinen besitzen zwar ein manuell oder elektrisch angetriebenes Rührwerk, können selbst aber das Wasser nicht erhitzen. Soll kein kaltes Wasser verwendet werden, so muss die Waschlauge anderswo erhitzt werden. Bottichwaschmaschinen mit Metallkessel besitzen neben dem meist mit Flügelrädern realisierten Rührwerk oft auch eine Heizung, die oft nach Wunsch in der Ausführung für Brennstoffe, Erd- bzw. Stadtgas oder als Elektroheizung geliefert werden konnte. Bottichwaschmaschinen sind oft zusätzlich mit einer Wringmaschine ausgestattet. Sie erlaubte etwa die Hälfte des Wassers aus der Wäsche herauszupressen.
Nach jahrzehntelanger Koexistenz lösten die Trommelwaschmaschinen die Bottichwaschmaschinen in den 1960er Jahren endgültig ab. Hauptursache war die Tatsache, dass diese deutlich weniger Wasser und Energie verbrauchen. Bei Trommelwaschmaschinen unterscheidet man Front- und Toplader, je nachdem, wo die Wäsche in die Maschine eingefüllt wird. Durch die immer höhere Rotationsgeschwindigkeit konnte eine separate Schleuder eingespart werden und die Waschmaschine übernahm auch diese Funktion.

### Frühe Modelle
Ab dem 17. Jahrhundert kam das Interesse an Waschmaschinen auf, bei denen durch eine mechanische Kraft das beim Handwaschen anstrengende Rubbeln, Reiben, Stauchen, Schlagen und Bürsten der Wäschestücke ersetzt oder zumindest erleichtert werden sollte. Es entstanden im Laufe der folgenden Jahrhunderte eine Vielzahl von verschiedenen Waschmaschinenkonstruktionen, bei denen entweder ein Bewegungselement auf direktem Weg die Wäsche in einem mit Waschlauge befüllten Behältnis rührte oder bewegte oder das Behältnis sich mit der Wäsche selbst bewegte, um ein Stauchen, Fallen und Aneinanderreiben der Wäsche zu erreichen. Am 22. August 1691 wurde John Tizack (auch Tyzacke) das englische Patent No. 271 auf eine Maschine erteilt, die neben einer Vielzahl von Anwendungen auch für das Waschen von textilen Stoffen nutzbar sein sollte. Eine detaillierte Beschreibung der Konstruktion wird in der Patentschrift nicht gegeben.
Über die Anwendung einer Waschmühle, die wie eine Walkmühle betrieben wird, für das Waschen von Wäsche in einem Norbertiner-Kloster in der Eifel, wurde im Jahr 1757 berichtet.

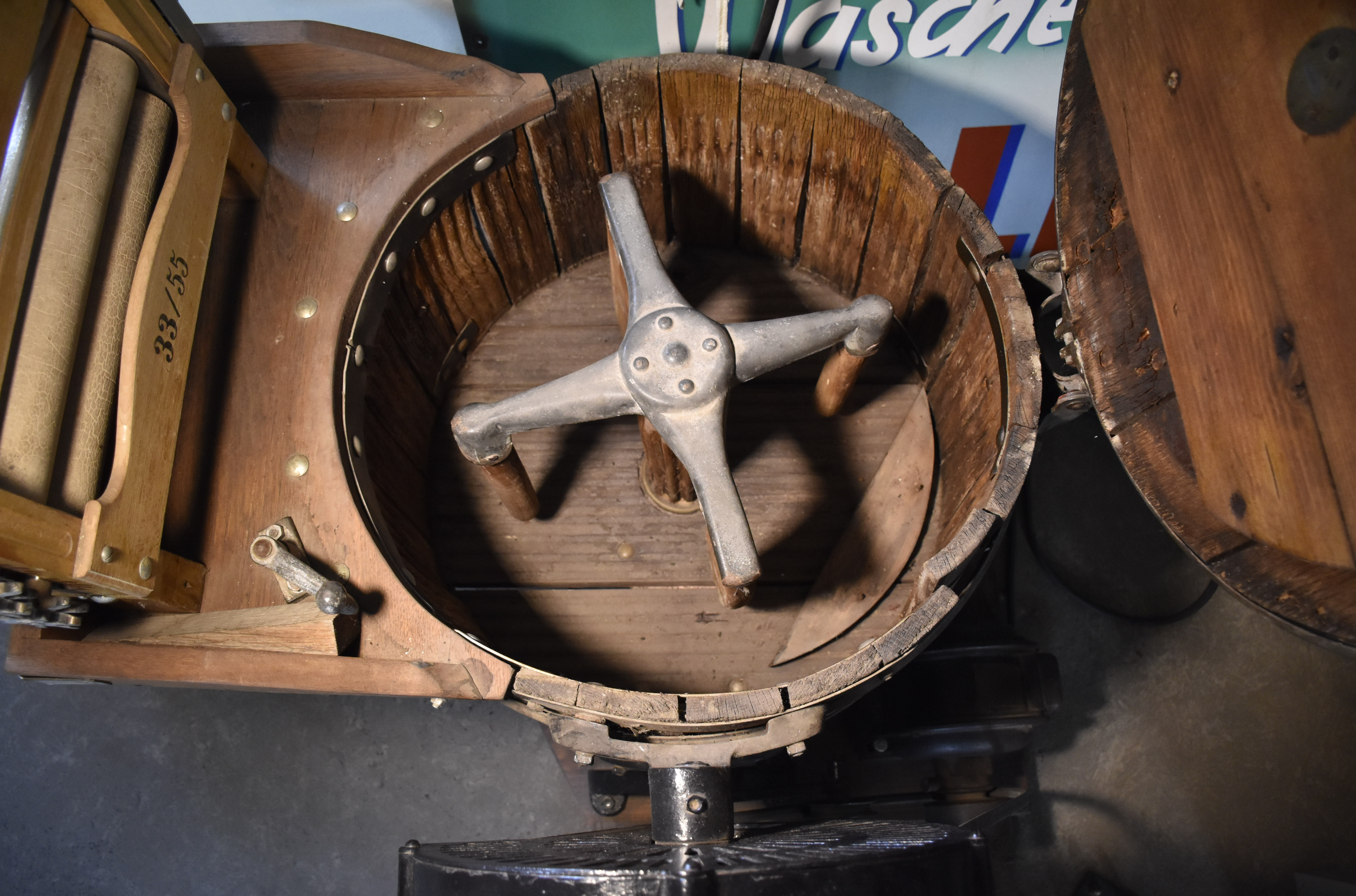
Bottichwaschmaschine im Freilichtmuseum Roscheider Hof, Rührwerk mit Holzzapfen

Schon im Jahr 1752 wurde eine Waschmaschine in einem Magazin beschrieben, die als Yorkshire Maiden bezeichnet wird. Ein Holzbottich wurde mit der Wäsche und heißem Seifenwasser befüllt. Durch die Mitte des Deckels war eine Holzstange geführt, die am oberen Ende einen Griff zum Drehen und am unteren Ende eine Holzscheibe mit eingelassenen Holzzapfen besaß, die beim Hin- und Herdrehen die Wäsche in der Seifenlauge bewegten. Die Größe dieser Waschmaschine und der Handbetrieb machten sie für kleinere Haushalte geeignet. Diese Art Waschmaschine soll zum Zeitpunkt des Berichtes schon lange Zeit in der Grafschaft Yorkshire in Gebrauch gewesen sein und sich auch über andere Grafschaften Englands ausgebreitet haben. Aus England ist dieser Waschmaschinentyp mit der einen oder anderen kleinen Variation auch nach Deutschland gekommen und dort wohl schon 1740 in Hannover in Gebrauch gewesen, später in Braunschweig, Hamburg, Leipzig (1746) und Augsburg (1761) bekannt geworden. Beschrieben wurde diese Art Waschmaschine nebst einer Zeichnung, wie sie in Braunschweig genutzt wurde, schon 1756.
Diese Waschmaschinenkonstruktion, wie sie in Braunschweig genutzt wurde, war die Grundlage für den Nachbau durch Gotthard Friedrich Stender Anfang der 1760er Jahre, den er im Auftrag von Freyherrn von Korff in Kopenhagen vornehmen ließ. Aufmerksam geworden durch einen Zeitschriftenartikel im Jahr 1766, in dem Stender seinen Nachbau der englischen Waschmaschine bekanntgab, beschaffte sich Jacob Christian Schäffer eine solche Waschmaschine und nahm nach Erprobungen bei Beibehaltung der Grundkonstruktion und des Waschprinzips einige Verbesserungen (z. B. Holzart, Anbau eines Ablaufs des Zubers) daran vor. Das bei diesen ersten Waschmaschinen verwendete Prinzip der Wäschebewegung mit Holzzapfen blieb über Jahrzehnte ein immer wieder kopiertes Prinzip. Selbst bis in den Zweiten Weltkrieg hinein waren Zapfenwaschmaschinen, teilweise sogar mit Elektroantrieb versehen, in Thüringen und Sachsen anzutreffen.
Ab dem letzten Drittel des 18. Jahrhunderts nahm die Entwicklung von Waschmaschinen insbesondere in England stark zu, was sich in den Patentanmeldungen widerspiegelte. Allein in den Jahren zwischen 1780 und 1793 wurden 13 Patente für Waschmaschinen angemeldet, davon 10 in den Jahren von 1789 bis 1793 (korrespondierend zum damaligen Bauboom). Dieser Trend setzte sich auch im 19. und 20. Jahrhundert fort. Im US Patent Office sind zwischen 1790 und 1975 über 20.000 Patente mit Bezug auf Waschmaschinen registriert.
Über viele Jahrzehnte blieb es bei der Nutzung von Waschmaschinen ohne eigene Heizung und mit Handbetrieb. Den Behältnissen wurde meist heiße Waschlauge zugegeben. Neben den schon erwähnten Zapfenwaschmaschinen werden folgende nach Art der Wäschebewegung unterschieden:

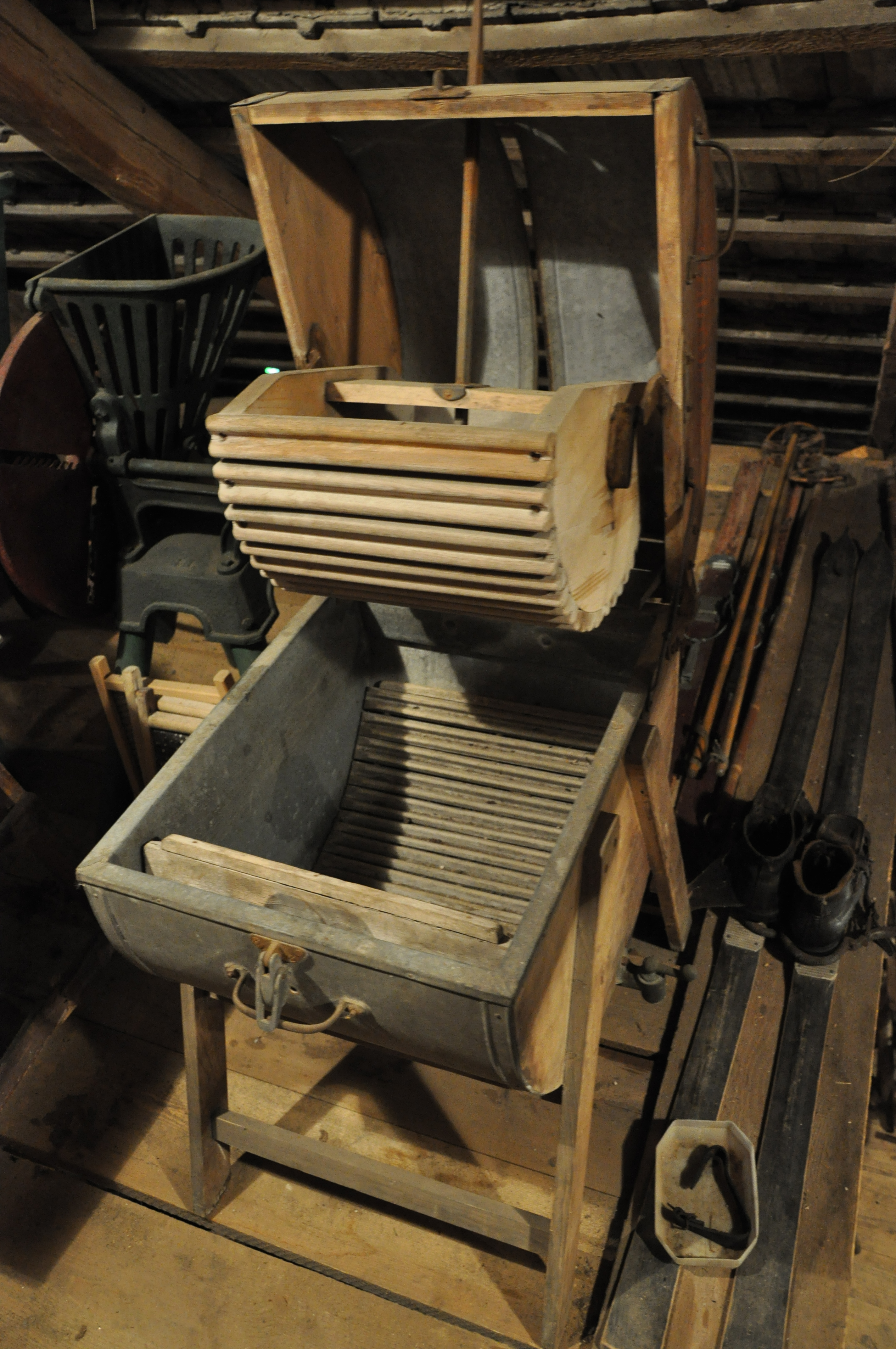
Walzenwaschmaschine

- Walzenwaschmaschine Walzenwaschmaschinen, bei denen das Prinzip des Waschbrettes nachgeahmt wurde, indem die Wäsche durch zwei geriffelte Walzen hindurchbewegt wurde.
- Bürstenwaschmaschinen, bei denen man anstelle der Walzen Bürsten mit steifen Borsten verwendete.
- Wiegenwaschmaschinen, bei denen ebenfalls die Wirkung des Waschbrettes nachgeahmt werden sollte (Markenname: Eckarts Universal Waschmaschine), über einem aus wellenförmig geschnittenen Holzstäben zusammengesetzten Boden ein Arm hin und her bewegt wurde.

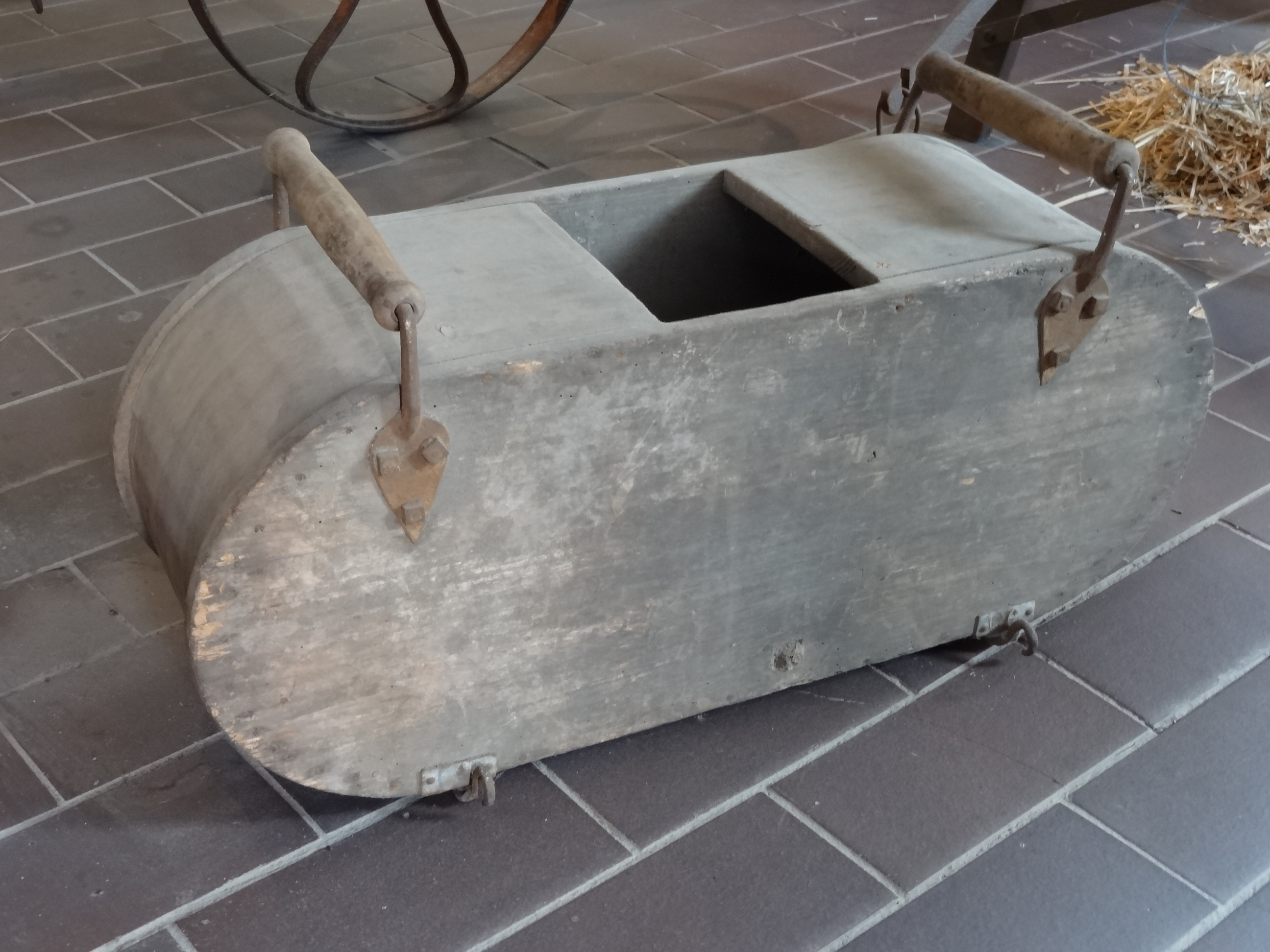
Schaukelwaschmaschine

- Schaukelwaschmaschine Schaukelwaschmaschinen, auch Schlesische Waschmaschine, bei denen ein hölzerner Behälter mit einer Innenauskleidung aus Blech und geschlossenem Deckel mit Wäsche und heißer Waschlauge befüllt und hin und her geschaukelt wurde. Ab 1890 kam eine Schaukelwaschmaschine in den Handel, die ganz aus Stahl bestand.

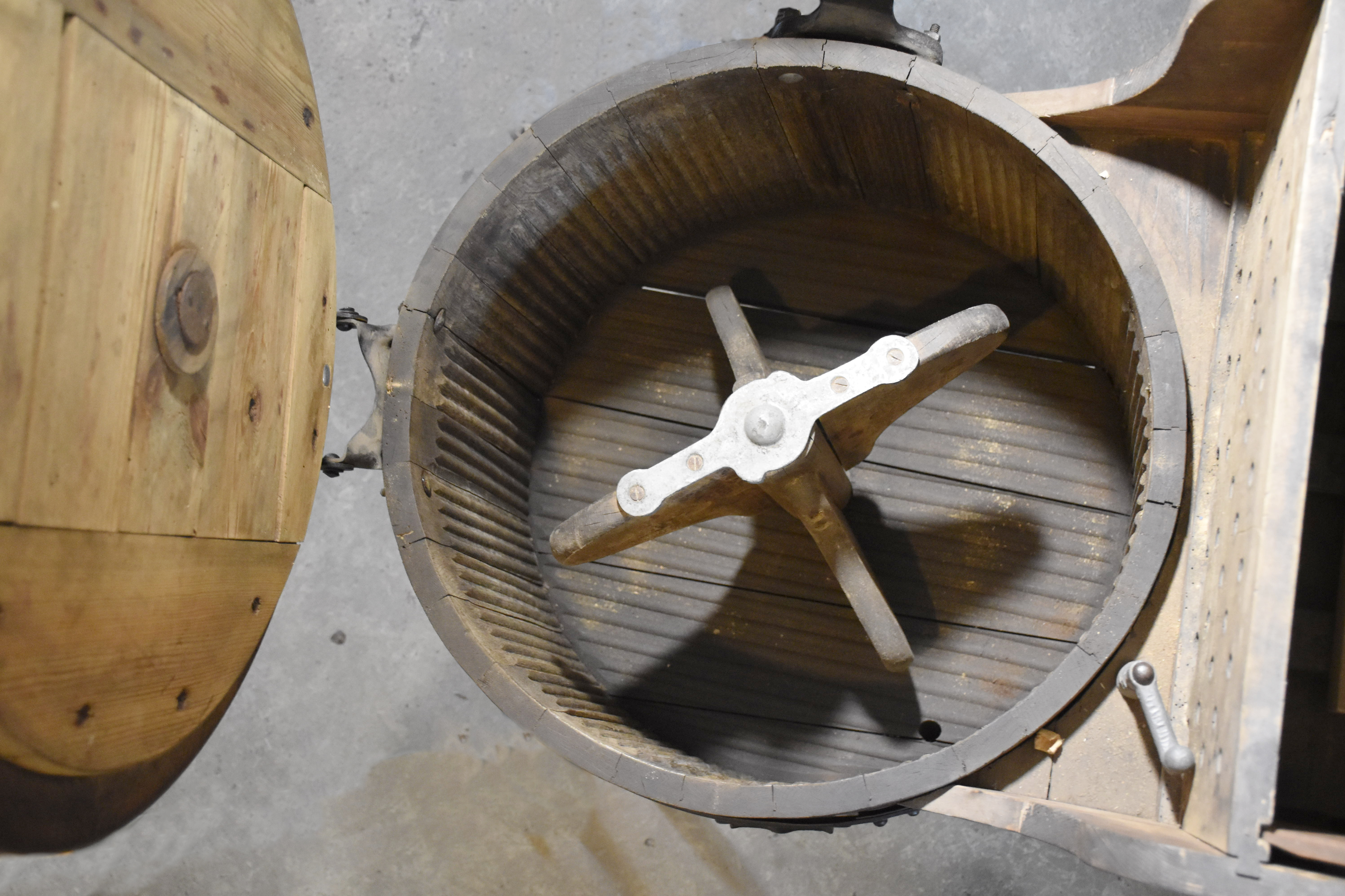
Flügelradwaschmaschine

- Flügelradwaschmaschine Flügelradmaschinen, bei den an Stelle der Zapfen Flügelräder verwendet wurden, die damit schonender auf die Wäsche einwirkten.

Bis Anfang des 19. Jahrhunderts waren Waschmaschinen weiterhin überwiegend in öffentlichen und gewerblichen Wäschereien und Großhaushalten verbreitet und weniger in privaten Haushalten oder bei einzelnen Berufswäscherinnen. Die Waschmaschine wurde in zahlreichen Variationen auf Industrieausstellungen vorgeführt. Selbst in Paris waren noch in den 1860er Jahren Waschschiffe auf der Seine mit den mit Keulen und Bürsten arbeitenden Waschfrauen zu sehen. Zwar waren Waschmaschinen in dieser Zeit in manchen Gegenden Deutschlands bereits verbreitet, eine allgemeine Verwendung stand jedoch noch aus. Gegen Ende des 19. Jahrhunderts wurden in großen Städten sogar Probewaschtage mit Schauwaschen abgehalten, um Werbung für die damals neue Technik zu machen.

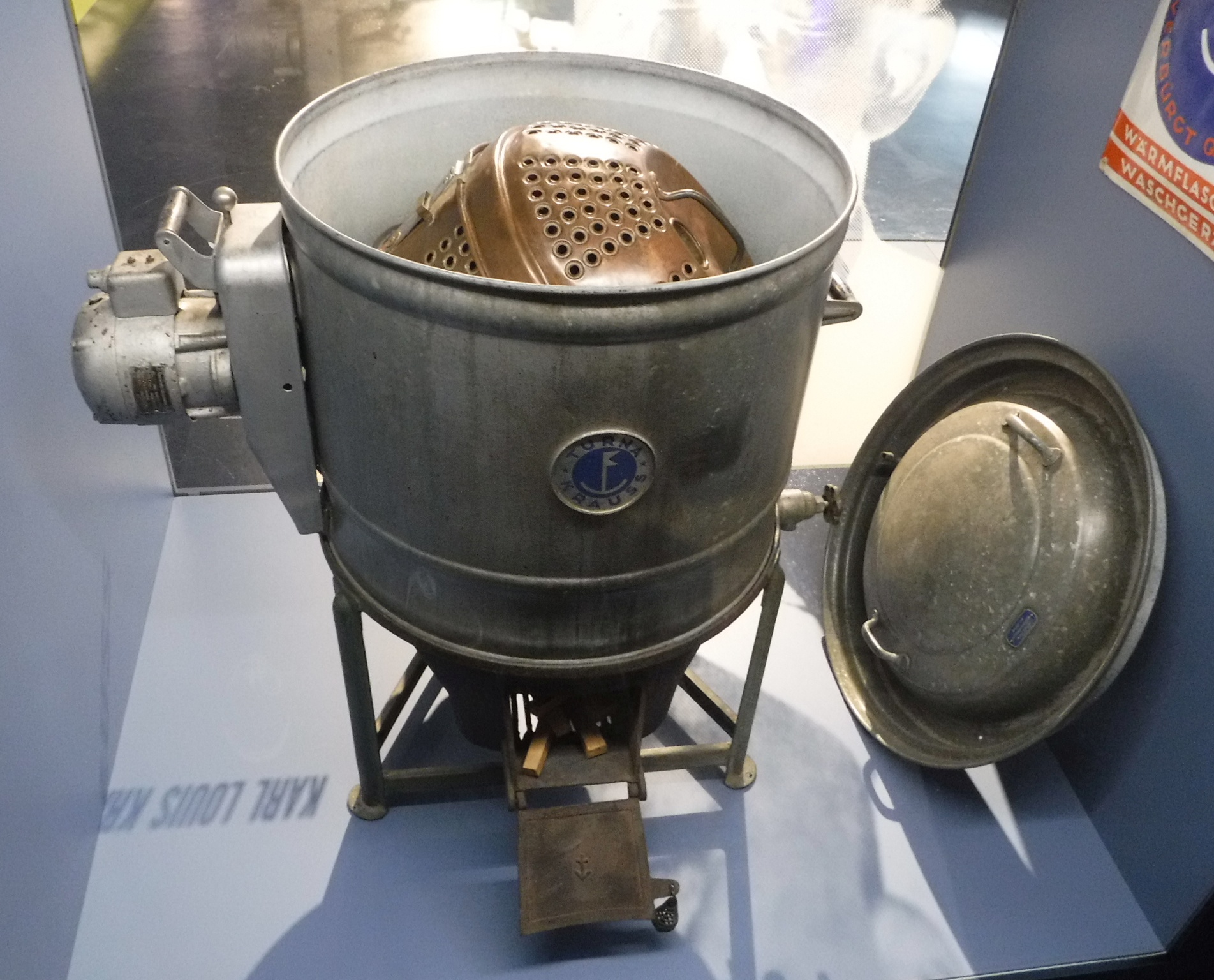
Erste gelochte Waschtrommel (Krauss-Werke)

Im September 1855 wurde in der Berliner Bauschule/Bauakademie eine von B. Moore (New York) erfundene und patentierte Kugelwaschmaschine vorgeführt, die mittels Holzkugeln die Schmutzwäsche bearbeitete. Diese Kugelwaschmaschine bestand aus einem viereckigen Behälter, in den Holzkugeln eingebracht wurden. Sie darf nicht mit den aus einer Kugel bestehenden Kugelwaschmaschinen des 20. Jahrhunderts verwechselt werden.
Am 26. November 1855 wurde Franz Weiß aus Wien ein Patent erteilt für eine „ovale Trommelwaschmaschine zum Reinigen der Wäsche, mittelst welcher sowohl Zeit als Menschenkraft und durch Beseitigung des Kochens der Wäsche im Kessel, auch Brennmaterial erspart, endlich alle Leinen- und Baumwollstoffe ohne Hinzuthun schädlicher chemischer Stoffe und Anwendung verderblicher Hilfsmittel, wie z. B. der Bürsten und des Händereibens, gereinigt werden“.
1858 wurde von Hamilton Smith eine Trommelwaschmaschine entwickelt. Um 1902 entwickelte der Deutsche Karl Louis Krauß in Schwarzenberg eine mechanische Waschmaschine mit gelochter Waschtrommel und produzierte sie in der Folge ab 1906 in Serie. Waschmaschinen mit Handbetrieb blieben noch lange der Standard für Privathaushalte, da das Stromnetz erst langsam ausgebaut wurde.

### 20. Jahrhundert

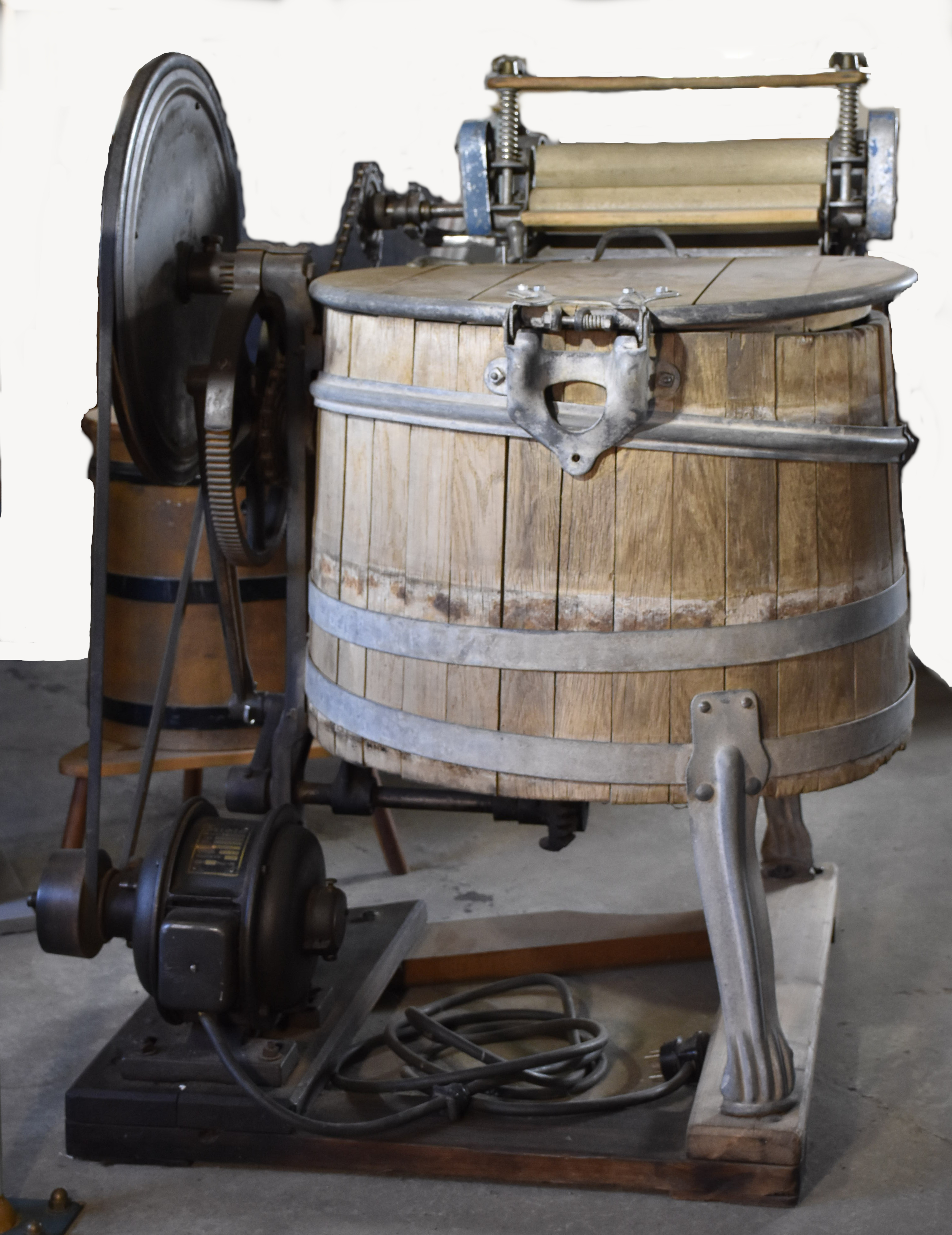
Mit Elektromotor angetriebene Holzbottichwaschmaschine mit Wringer

Der elektrische Antrieb mechanischer Waschmaschinen (und anderer Haushaltsgeräte) kam um die Wende vom 19. zum 20. Jahrhundert auf; in industriellem Maßstab wurden elektrische Waschmaschinen ab etwa 1907 beziehungsweise 1908 von der “1900” Washer Company in Binghamton (New York) und der Hurley Machine Co. in Chicago hergestellt (Markenname Thor, nach Patenten von Alva J. Fisher).
1914 kam in den USA erstmals ein Seifenpulver auf den Markt, das für die Verwendung in Waschmaschinen optimiert war. Von 1920 an nahm die Nutzung von Waschmaschinen in den USA einen deutlichen Aufschwung. Im Jahr 1919 wurden elektrische Waschmaschinen zum Preis von 67 Millionen US-Dollar verkauft, im Jahr 1928 im Wert von rund 700 Millionen US-Dollar. Hintergründe waren ein steigender Elektrisierungsgrad der Haushalte und ein wachsendes Berufsangebot für Frauen, das eine attraktivere Alternative zur Arbeit als Hausangestellte bot. Im Jahr 1924 existierten rund einhundert Waschmaschinenfabriken in den USA. Ein besonders bedeutender Standort war Newton in Iowa. Ballungen von Fabriken gab es andernorts in dem Bundesstaat sowie in den Staaten Illinois, Ohio, Missouri und New York. Wichtigster Produzent wurde der vormalige Landmaschinenhersteller Maytag Corporation. Dessen Marktmacht beruhte vor allem auf der Kontrolle der Syndikate, die wiederum die wichtigsten technischen Patente für Waschmaschinen verwalteten. Diese Praxis wurde 1939 durch ein Urteil des Obersten Gerichtshofs der Vereinigten Staaten beendet.

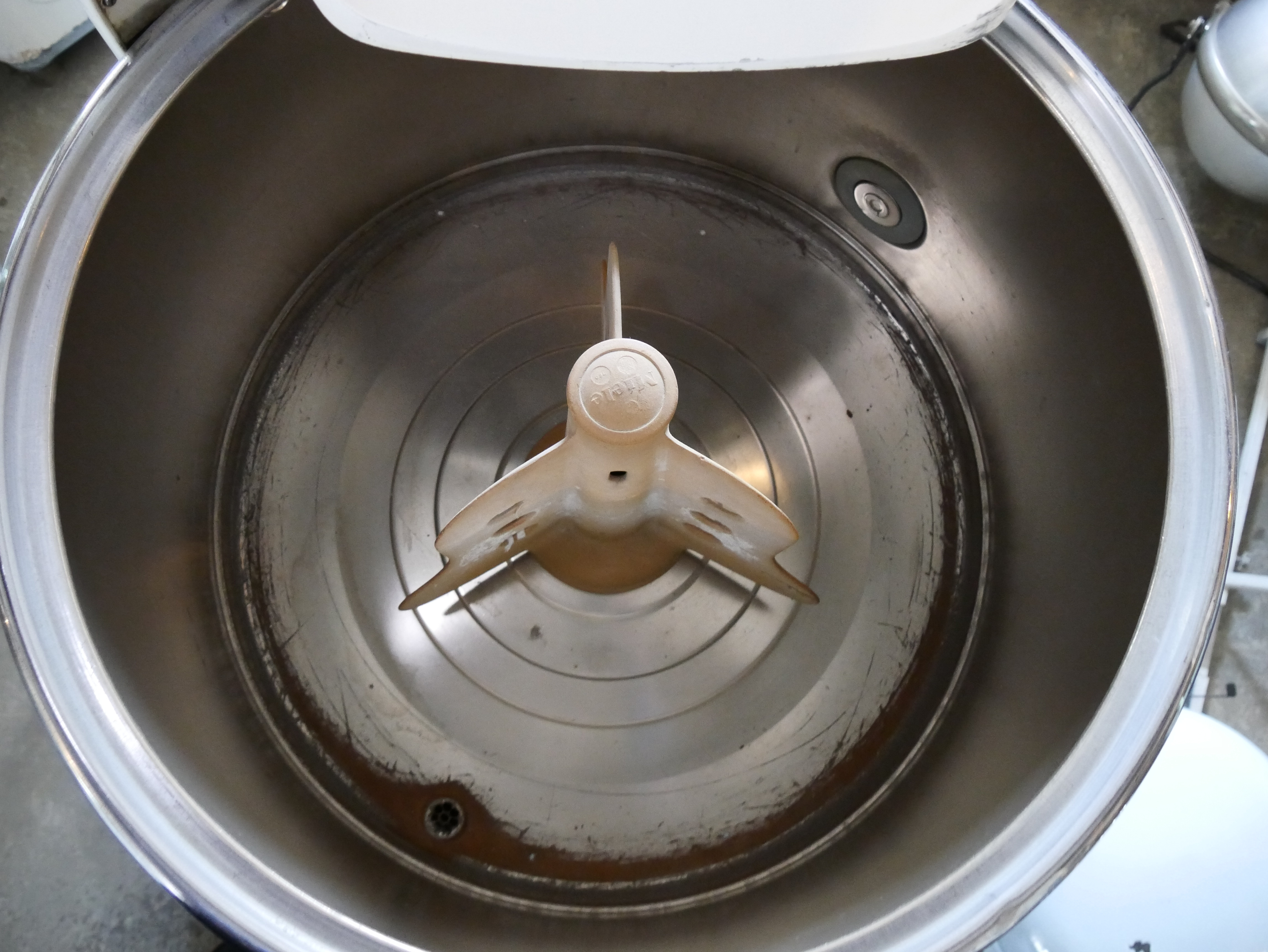
Flügelradwaschmaschine

Aufbau und Funktionsweise einer Miele-Flügelradwaschmaschine wurden im Jahr 1926 folgendermaßen beschrieben:

„Diese besteht aus einem Kübel aus Eichenholz mit 80 oder 100 Liter Inhalt und steht auf drei eisernen Füßen. Diese Maschine hat an Scharnieren befestigten verschließbaren Deckel. Innen befindet sich ein Waschkreuz mit 4 Armen, bezw. Waschflügeln. Weiters ist der Kübel seitwärts und der Boden an der Innenseite gerippt. Das Waschkreuz wird von einem außen angebrachten Hebel, welcher durch Zahnradübersetzung mit der Inneneinrichtung in Verbindung steht, in eine rotierende (drehende) Bewegung gebracht. Der Vorgang des Waschens ist folgender: Nachdem am Vortag die Wäsche nach üblicher Art eingeweicht wurde, bringt man am Waschtage heiße Lauge in die Maschine. Die Wäsche wird gut aufgerüttelt, zwischen die Wascharme, bezw. Flügel eingelegt. Hierauf schließt man den Deckel und
fährt mit dem Hebel etwa 5 Minuten hin und her. Dadurch wird die Wäsche sozusagen durchgerumpelt. Dann nimmt man die Wäsche heraus und gibt andere hinein. Die Wäsche wird nun ausgekocht und dann mit dem Auskochwasser, bezw. Lauge nochmals wie vor erwähnt, in der Maschine durchgewaschen. Die Haupsache ist, daß das Rumpeln und Bürsteln erspart wird. Dort, wo kein fließendes Wasser in der Nähe ist, kann die Maschine auch das Schwemmen [= Spülgang] durchführen. Die Maschine hat am Boden eine Abflußstelle, bezw. Abflußhahn, wodurch das Wasser in ein Schaff aufgefangen werden kann, oder es fließt sonst ab. Besonders im ländlichen Haushalt ist die Anschaffung einer solchen Maschine sehr zu empfehlen. Diese Maschine kann im Keller, in der Küche oder vor dem Hause aufgestellt werden, da dieselbe nur etwa 50 Kg. schwer ist. Außenseitig sind Tragbänder angebracht. Für eine Wäsche, für welche man sonst einen Tag zum Waschen benötigt, kann diese Arbeit leicht und ohne Plage in einem halben Tage vollbracht werden. Die Wäsche wird geschont und die ganze Arbeit ist sehr erleichtert.“

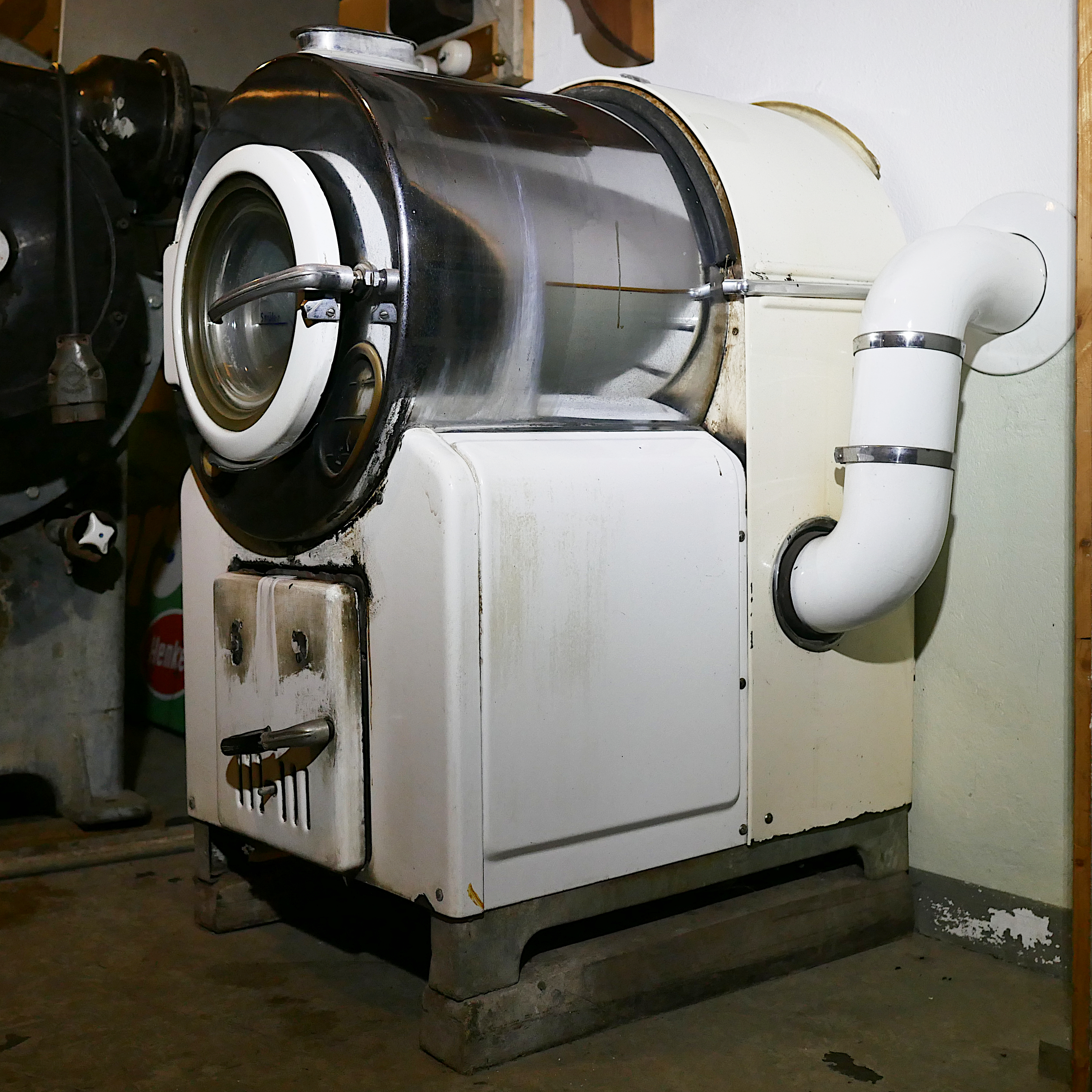
Früher Frontlader mit Festbrennstofffeuerung von Miele

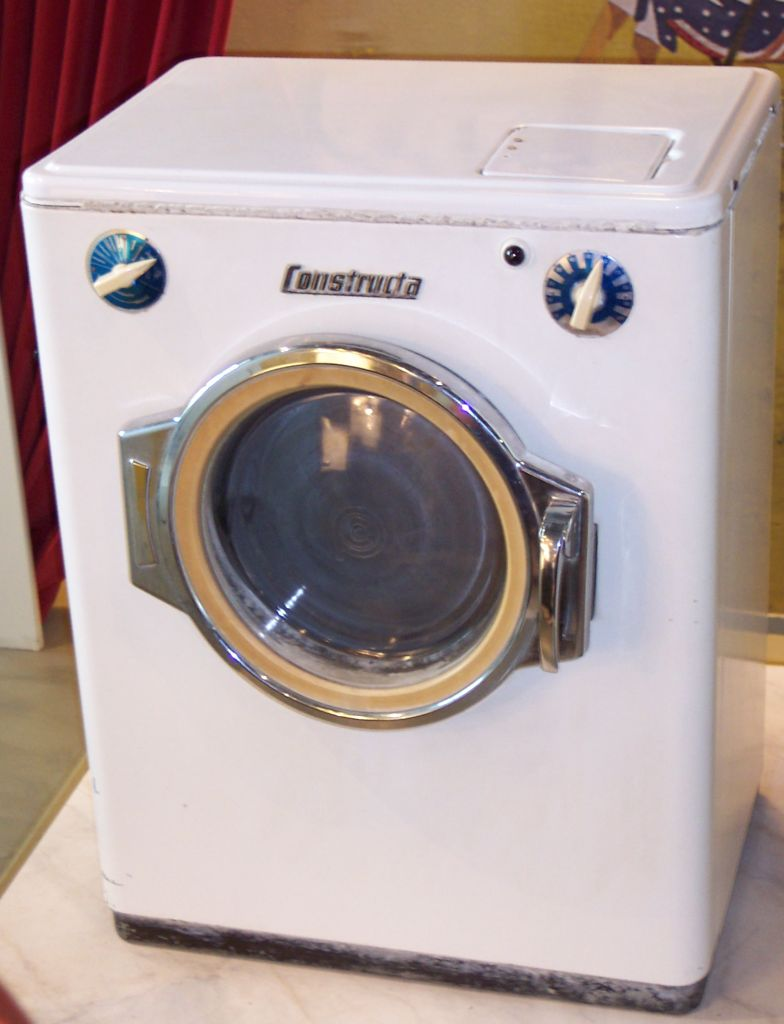
Einer der ersten Vollautomaten von Constructa

Im Verlauf der 1920er Jahre wechselten die meisten US-amerikanischen Waschmaschinenhersteller vom Verkauf über Zwischenhändler zum Direktvertrieb an Haushalte über reisende Handelsvertreter. Im Jahr 1922 verfügten rund 20 % der an das Stromnetz angeschlossenen Haushalte in den USA über eine elektrische Waschmaschine. 1941 waren es rund 67 %. Damit verbreitete sich die Waschmaschine langsamer als der elektrische Kühlschrank, der erstmals im Jahr 1925 angeboten wurde und 1941 in rund 72 % der elektrifizierten Haushalte vorhanden war. Gründe dafür dürften neben der Handwäsche als Alternative, die es für die Kühlung so nicht gab, die in einem starken Verband organisierte Branche der Großwäschereien gewesen sein. Wäschereien und Waschmaschinenhersteller griffen einander über Jahre hinweg mit aggressiven Kampagnen an. Mehrere Abkommen zwischen den Verbänden beider Seiten beendeten die vergleichende Werbung nur zeitweise. In den US-Südstaaten ging der Vertrieb von Waschmaschinen nur schleppend voran, weil dort eine Alternative in Gestalt afroamerikanischer Hausangestellter bestand.
Im Rahmen der Great Depression brachen Anfang der 1930er Jahre die Verkäufe von Waschmaschinen ein. Die Anbieter reagierten mit erheblichen Preissenkungen. Außerdem wurden die großen Versandhäuser zu wichtigen Vertriebskanälen. Nachdem 1929 Waschmaschinen im Wert von knapp 108 Millionen US-Dollar verkauft worden waren, wurde dieser Betrag erst 1941 wieder überschritten.
Die erste vollautomatische Waschmaschine kam in Amerika 1946 und in Deutschland im Jahr 1951 auf den Markt. 1949 brachte der Hersteller Schulthess eine mit Lochkarten gesteuerte Maschine heraus. Mit Vollautomaten kam auch der Durchbruch der Waschmaschine gegenüber der Großwäscherei, da ein menschliches Eingreifen zwischen den einzelnen Prozessschritten nicht mehr nötig war und erst damit die Zeitersparnis voll umgesetzt werden konnte. Ab Mitte der 1950er Jahre wurde es mancherorts üblich, Waschmaschinen tageweise an Privathaushalte zu vermieten, wie es heute etwa in der Dominikanischen Republik noch immer vorkommt.
Die Verbreitung von Waschmaschinen führte in Haushalten zu einer „dramatischen Verminderung“ der für die Wäschepflege erforderlichen Zeit, welche allerdings durch die gleichzeitig
steigenden hygienischen und ästhetischen Ansprüche an die Sauberkeit der Wäsche teilweise wieder aufgehoben wurde.
In den 1960er und 1970er Jahren entwickelten sich Waschmaschinen in den Industrieländern zum preisgünstigen Standard, während sie weltweit noch heute das Privileg einer Minderheit darstellen. Um 2010 hatten nur etwa zwei von sieben Milliarden Menschen Zugang zu Waschmaschinen.

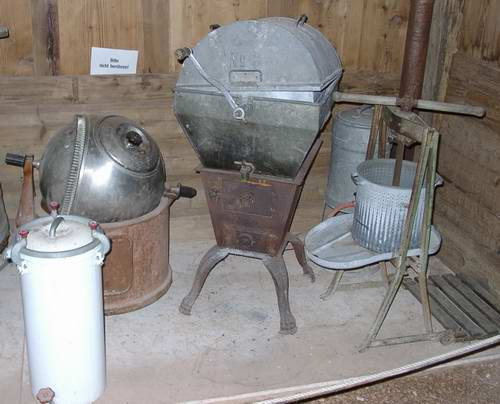
Waschmaschinen im Freilichtmuseum Neuhausen ob Eck
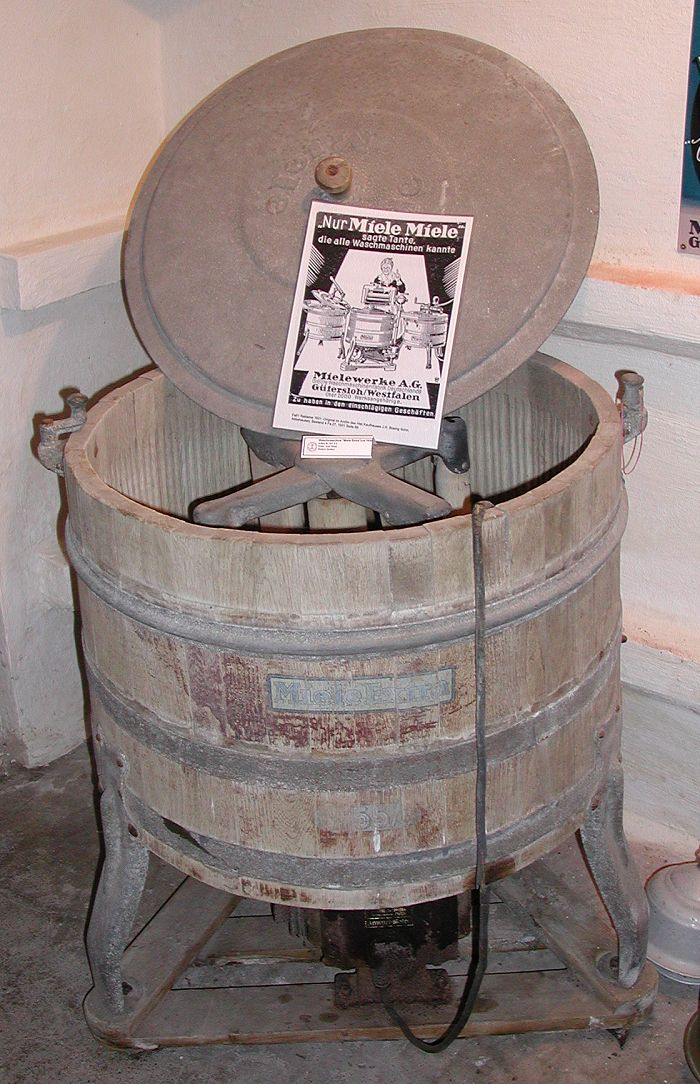
Älteste Miele-Waschmaschine im Freilichtmuseum Roscheider Hof
- Miele-Waschmaschine „Extra“ im Historischen Kaufhaus
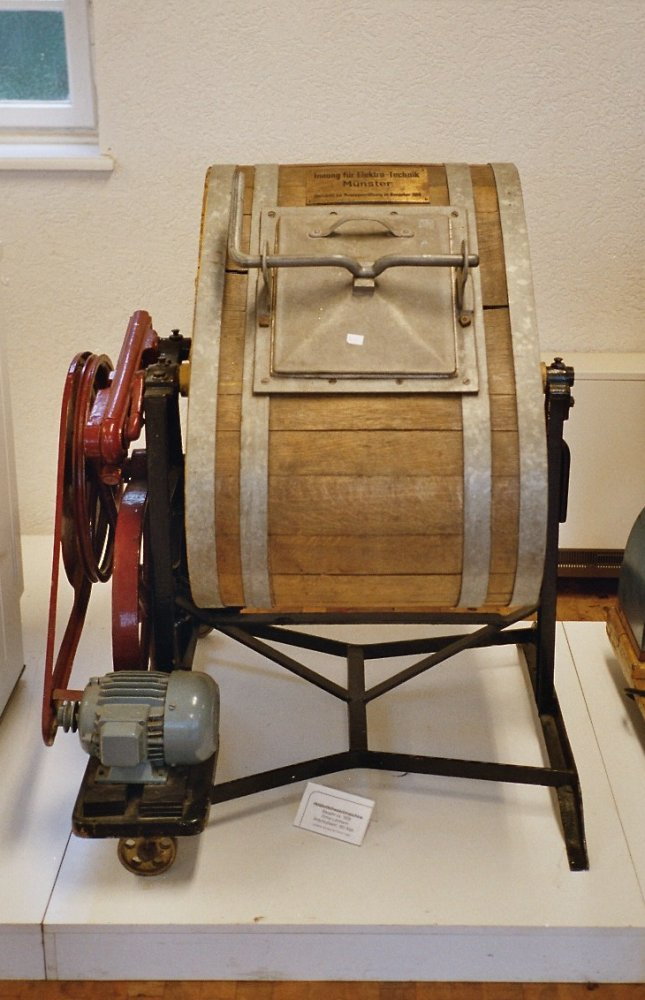
Schaukelwaschmaschine der Firma Gebr. Lohmann aus Everswinkel
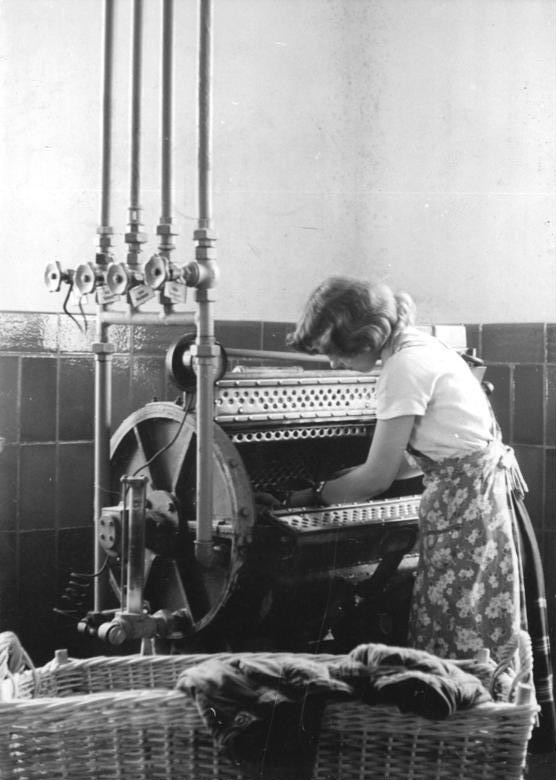
Waschmaschine einer Großwäscherei um 1956
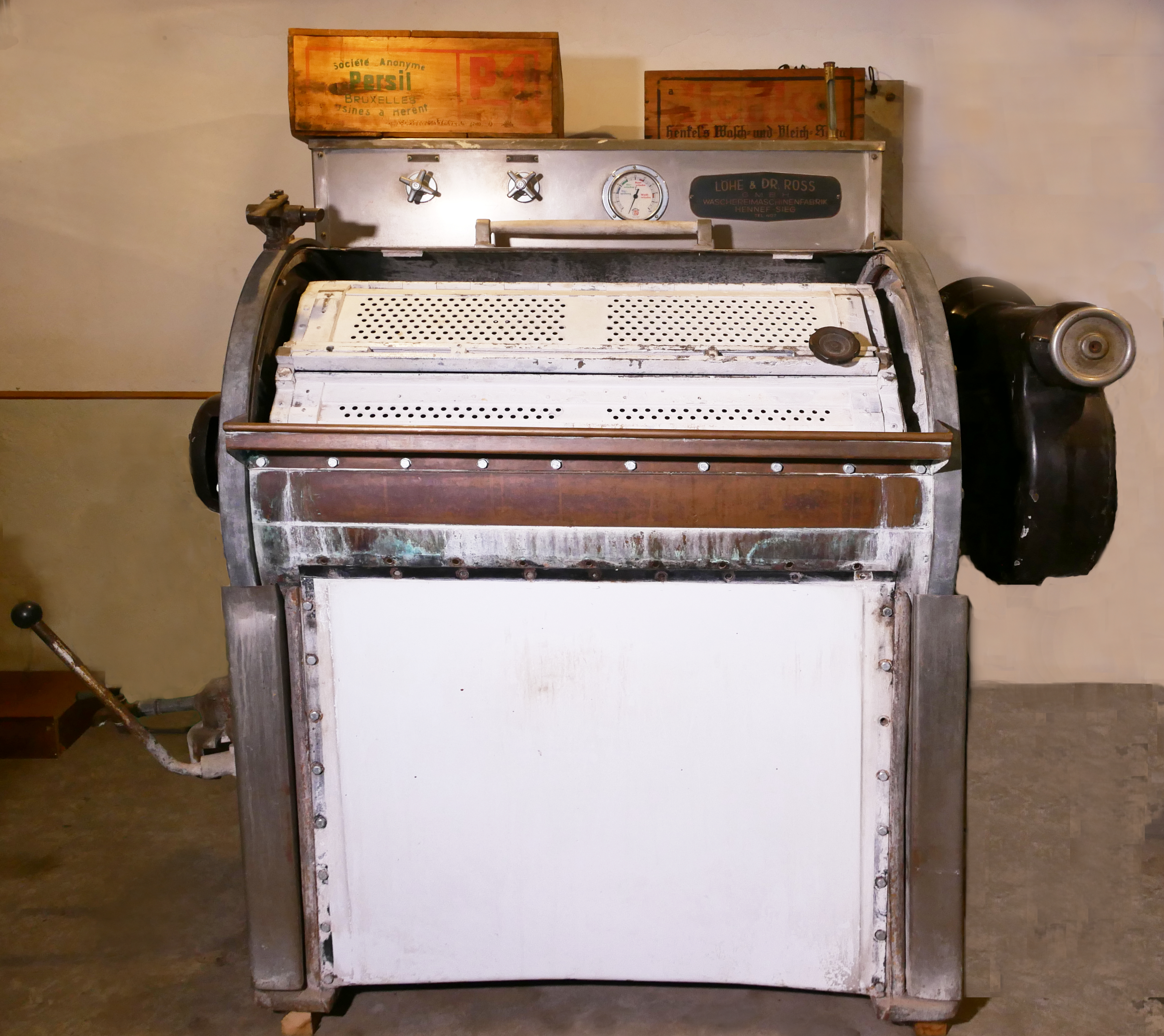
Sehr ähnliche Gewerbliche Waschmaschine im Freilichtmuseum Roscheider Hof

## Haushaltsmaschinen

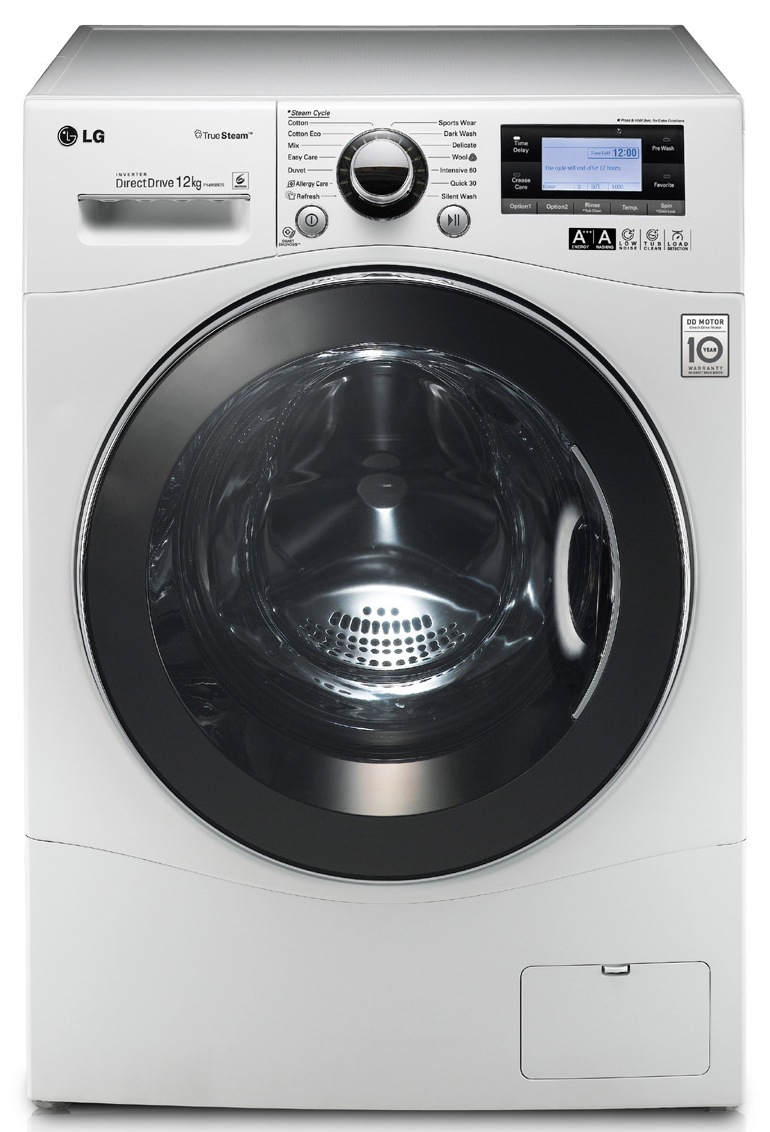
Waschmaschine aus dem Jahr 2011

Eine Waschmaschine benötigt in der Regel einen Strom-, Frischwasser- und Abwasseranschluss. Einige Waschmaschinen erhitzen die Waschlauge durch Brenngase statt mit elektrischem Strom oder werden (zusätzlich oder ausschließlich) an die zentrale Warmwasserversorgung der Hausinstallation angeschlossen.

Der Zyklus eines Waschvorgangs wird Waschgang genannt. Er ist in verschiedene zeitliche Phasen aufgeteilt. Die heute in Deutschland ausschließlich üblichen Waschvollautomaten besorgen die Abfolge selbsttätig, wobei meist eine Elektronik mit Mikrocontroller die Steuerung übernimmt. Im preiswerten Segment können aber auch noch mechanische Programmschalter vorkommen. Der Ablauf des Waschvorgangs:
Einweichen
soweit erforderlich; bei manchen Geräten automatisch, sonst manuell: Zum Lösen von einweichbaren (v. a. eiweißhaltigen) Verunreinigungen
Vorwäsche
dient zum Ausspülen größerer Schmutzmengen (Staub, Sand) aus stark verschmutzter Arbeits- und Kinderkleidung
Hauptwäsche oder Hauptwaschgang
Waschflotte und Mechanik wirken ein, der Schmutz wird aus der Wäsche herausgelöst
Spülen
Reste der Waschflotte samt gelöstem Schmutz werden in mehreren Spülgängen ausgespült
Weichspülen/Stärken
Textilpflegemittel, die in der Wäsche verbleiben sollen (Weichspüler, Wäschestärke, Imprägnierungen) werden im letzten Spülgang eingespült
Endschleudern
entwässert die triefnasse Wäsche

### Trommelwaschmaschine
Die in Europa heute am meisten verbreitete Bauform ist die Trommelwaschmaschine, bei der sich eine Wäschetrommel um eine horizontale Achse dreht.

#### Funktion und Hauptkomponenten
Trommel

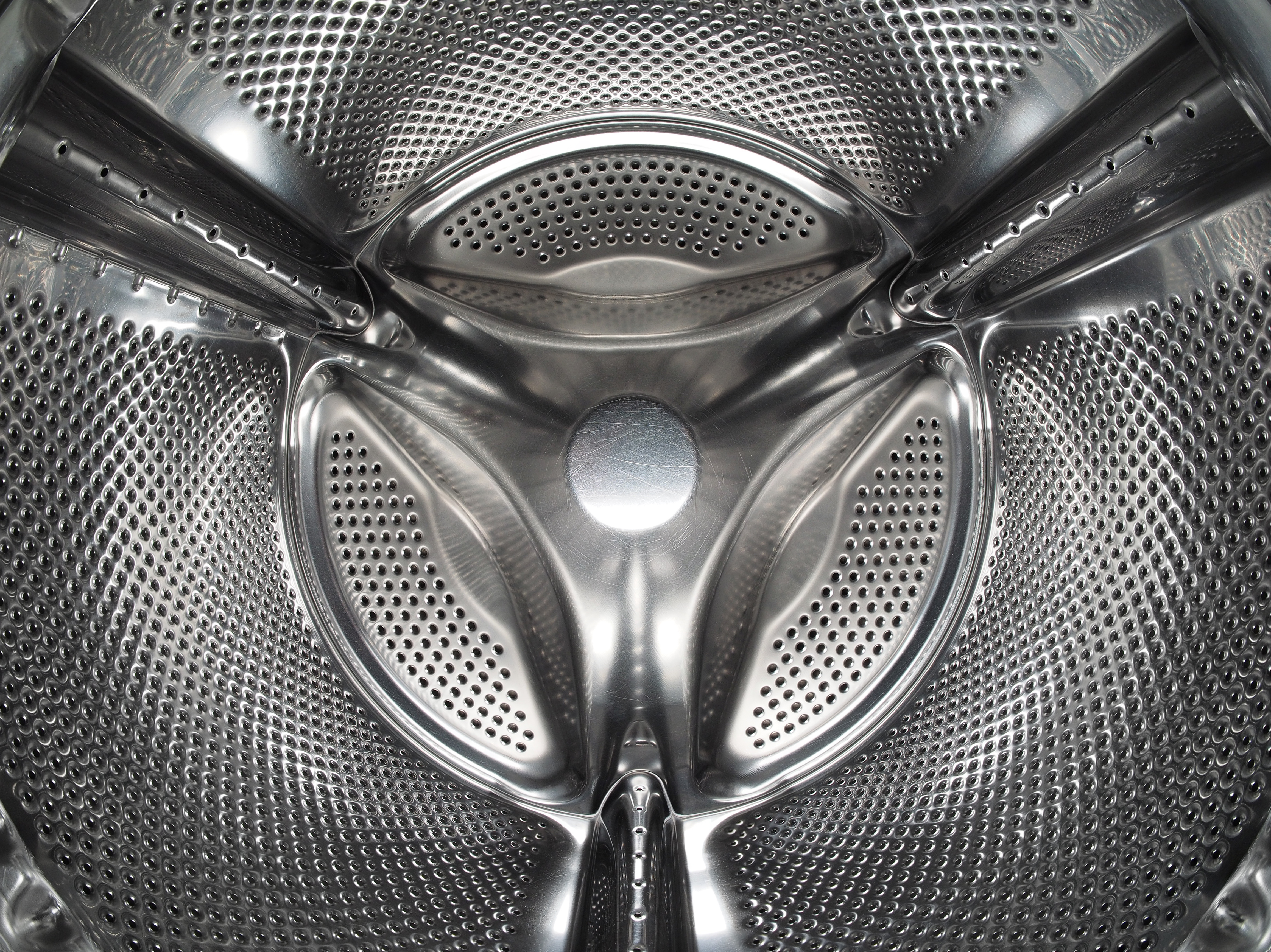
Innenansicht einer Trommel (moderne Frontladewaschmaschine)

Um die Wäsche zu waschen und trocken zu schleudern, verwendet die Trommelwaschmaschine eine sich drehende, gelochte und innen mit Rippen ausgestattete Trommel, die sich in einem wassergefüllten Trommelbehälter dreht. Die Trommel wirft mit wechselnder Drehrichtung die Wäsche ständig aufs Neue übereinander und verursacht in ihr eine Wasserströmung und Druckwellen, wodurch sie gewaschen wird. Es wirken die vier Komponenten des Sinnerschen Kreises: Waschmittel, mechanische Bewegung, Temperatur und Zeit.
Motor

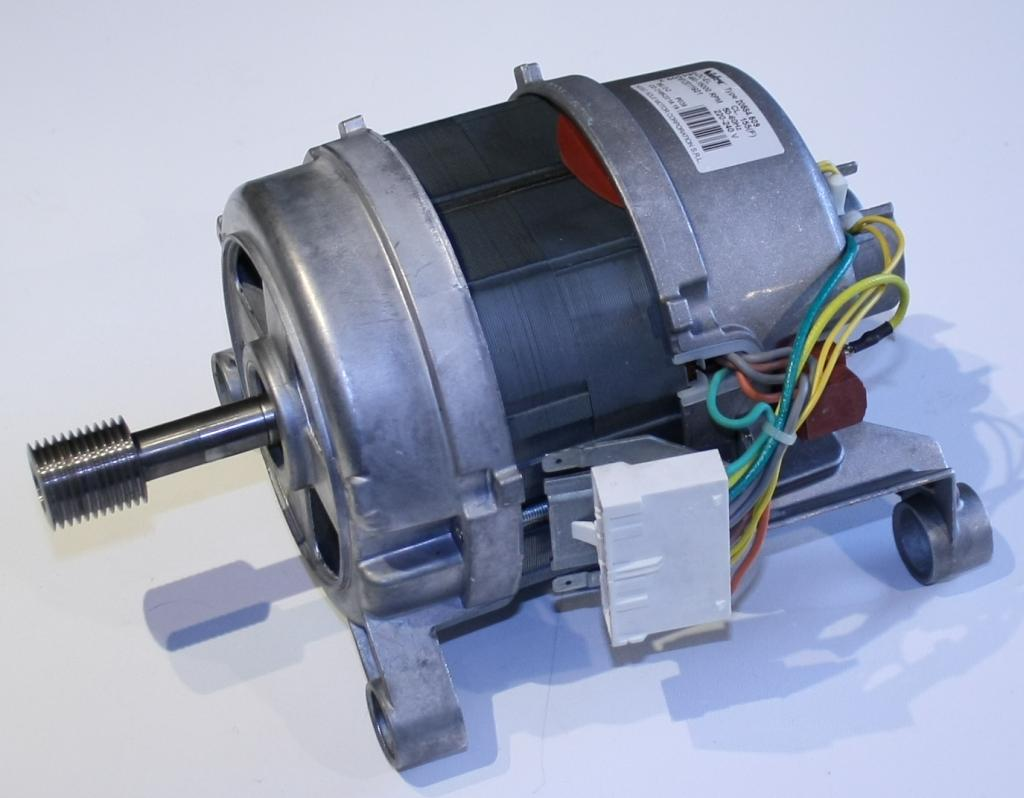
Elektromotor (Reihenschlussmotor mit Tachogenerator) einer Waschmaschine mit Keil-Rippenriemen zum Trommelantrieb

Zum Antrieb der Trommel dient ein Elektromotor: Früher war das ein polumschaltbarer Kondensatormotor, später ein Reihenschlussmotor mit Triacsteller, und schließlich werden etwa ab 2010 auch bürstenlose elektronisch kommutierte Motoren eingesetzt (teilweise als Direktantriebe ausgeführt). Das Wasser wird über Magnetventile eingelassen und spült das Wasch- und Spülmittel aus dem entsprechenden Behälter in die Flotte. Der Füllstand wird mit einer Luftfalle mit einem daran angeschlossenen Drucksensor bestimmt. Die Ablaufpumpe (eine Kreiselpumpe mit einem Spaltpolmotor) pumpt das benutzte Waschwasser ab und fördert es hierzu über einen in einer dem maximalen Füllstand entsprechenden Mindesthöhe endenden Ablaufschlauch in die Kanalisation.
Steuerung
Die Abläufe werden überwiegend mit einem Mikrocontroller gesteuert. Dieser ermittelt mithilfe des Drucksensors den nötigen Wasserstand in Abhängigkeit von der Saugfähigkeit und Menge der Wäschestücke, schaltet die Magnetventile, regelt die Laugentemperatur, indem der am Bottich montierte Temperatursensor ausgewertet und der Heizstab über ein Relais oder einen Leistungshalbleiter an- und abgeschaltet wird, und steuert Antriebsmotor und Pumpe. Des Weiteren werden weitere Funktionen bereitgestellt, etwa eine von der Beladung abhängige Verkürzung der Programmlaufzeit, eine laufende Plausibilitätsprüfung der Programmabläufe und Funktionsprüfung der angeschlossenen Komponenten mit Anzeige von möglichen Fehlern.

#### Toplader und Frontlader
Es wird zwischen Toplader, bei denen die Ladeluke an der Oberseite liegt, und Frontlader unterschieden, bei denen in der Regel ein Bullauge an der Vorderseite als Ladeluke dient.
Vorteile des Topladers sind:

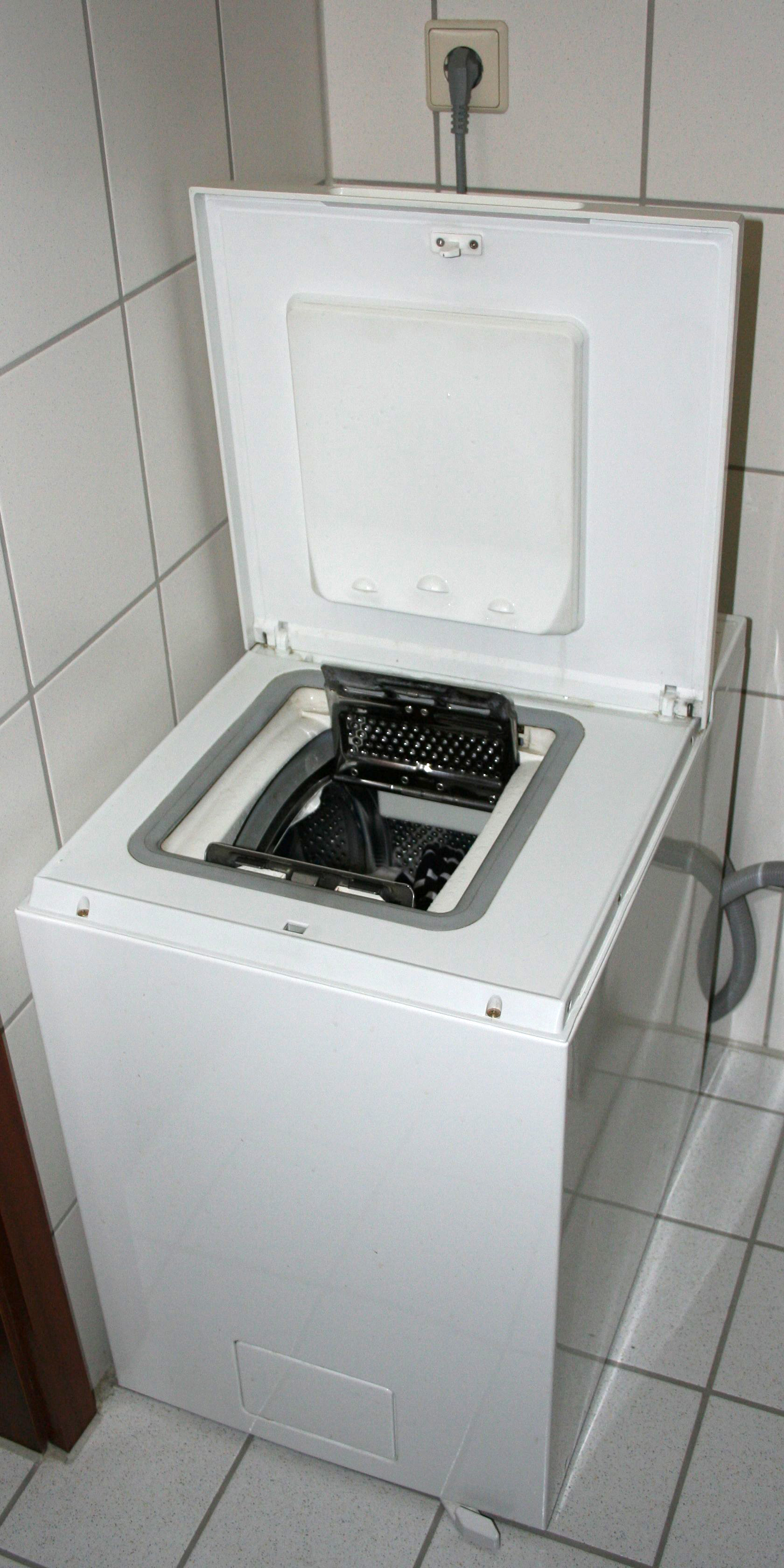
Waschmaschine: Toplader mit geöffneter Klappe

- die Abdichtung der Tür kann einfacher ausgeführt sein
- die Trommel kann auf beiden Seiten (durch Wälzlager) abgestützt sein,
- ein Toplader lässt sich auch dort aufstellen, wo nicht genügend Platz zum Öffnen einer vorderen Tür zur Verfügung steht,
- zum Befüllen und Entleeren braucht man sich weniger tief zu bücken.

Vorteile des Frontladers sind:
- bietet auf der Oberseite Platz für z. B. einen Wäschetrockner
- bietet auf seiner Oberseite eine Arbeitsfläche und wird deswegen gelegentlich anstelle eines Unterschranks in eine Küchenzeile eingebaut.

### Zusatzfunktionen

#### Aquasensor
Manche Waschmaschinen werden mit einem sogenannten Aquasensor angeboten. Dieser Sensor, der aus einer Infrarot- und Fotodiode besteht, durchleuchtet die Waschlauge und ermöglicht der Programmsteuerung, die Trübung des Spülwassers zu ermitteln. Damit werden weitere Spülgänge hinzugefügt, um sichtbare Waschmittel- und Schmutzrückstände auf der Kleidung zu vermeiden, oder im Gegenzug bei ausreichend klarem Wasser Spülgänge weggelassen, um Wasser zu sparen.

#### Aquastop
Um Wasserschäden durch mögliche Undichtigkeiten vorzubeugen, werden manche Geräte mit Aquastop angeboten. Ziel ist bei allen Ausführungen, im Fehlerfall eine weitere Wasserzufuhr zu unterbinden.
In der kostengünstigen, rein mechanischen Ausführung besteht das System aus einem doppelwandigen Zulaufschlauch, der ständig unter Leitungsdruck steht. Platzt der innere Schlauch, gelangt das Wasser in den äußeren Schlauch und verschließt durch den Wasserdruck ein mechanisches Ventil am Wasserhahn. Ein solcher Aquastop-Schlauch kann auch nachgerüstet werden. Undichtheiten innerhalb der Waschmaschine können durch das mechanische System nicht erkannt werden.
Die komplexere Variante besteht aus einem doppelwandigen Zulaufschlauch, der nur unter Leitungsdruck steht, wenn das direkt hinter dem Wasserhahn befindliche Magnetventil angesteuert wird. Bei einem Leck des inneren Schlauches fließt das Wasser in den äußeren Schlauch, der im Gehäuse der Waschmaschine mündet. Dort sammelt sich das Wasser in einer Bodenwanne, wo es einen Schwimmerschalter betätigt. Die Steuerung unterbricht daraufhin das Waschprogramm, schaltet gegebenenfalls das Magnetventil aus und schaltet die Laugenpumpe ein. Das elektrische Aquastop-System kann auch Leckagen innerhalb des Gerätes erkennen.

#### Beladungssensor
Bei einem Beladungssensor handelt es sich um eine Funktion bei Waschmaschinen, welche Auskunft gibt über den jeweiligen Beladungsgrad der Waschmaschine und der daraus resultierenden benötigten Waschmittelmenge.
Echte Beladungssensoren ermitteln das Absenken des Laugenbehälters während des Bestückens der Trommel. Daraus kann u. a.:
- die erforderliche/ausreichende Wasser-Menge,
- die erforderliche/ausreichende Waschmittel-Menge als auch
- die Wasch-Dauer

bestimmt werden.
Ist der Beladungssensor mit einer Anzeige verbunden, lässt sich Energie sparen. Auf einen Blick ist erkennbar, ob die Beladungskapazität der Waschmaschine voll ausgenutzt ist oder ob noch Wäsche nachgeladen werden kann. Die optimale Beladungskapazität ist abhängig vom gewählten Wäscheprogramm und der jeweiligen Wäscheart.

#### Flusensieb

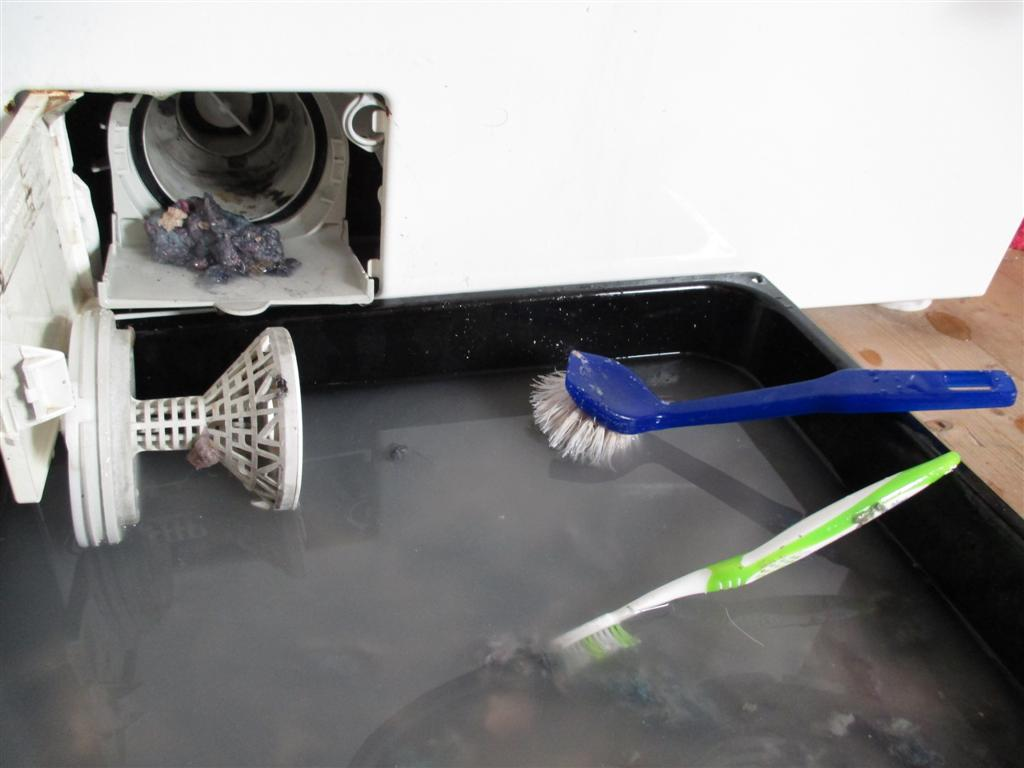
Flusensieb nach dem Reinigen mit Auffangwanne (tiefes Backblech) und Putzwerkzeug

Das Flusensieb dient dem Rückhalt von Grobteilen aus dem Spülwasser, um mechanischen Beschädigungen der Laugenpumpe vorzubeugen. Es sollte also regelmäßig gereinigt werden, dies erhöht auch die Geschwindigkeit, Leistung, Zuverlässigkeit und Energieeffizienz der betreffenden Waschmaschine. In einigen Maschinen werden durch 180°-Umlenkung statt Siebung des Wasserstroms nur noch sehr grobe oder lange Fremdkörper wie Zahnstocher, Schrauben oder Nägel zurückgehalten; Flusen können ungehindert passieren.

#### Luftfalle
Mithilfe eines vom Boden des Bottichs nach oben geführten und dort verschlossenen Wasserschlauchs wird der Wasserstand ermittelt: steigt der Wasserstand in der Maschine, steigt auch der Wasserspiegel im Schlauchstück und die darüber eingeschlossene Luft wird komprimiert. Der erhöhte Luftdruck in dieser Luftfalle (auch als Dom bezeichnet) wird je nach Modell mit mehreren Druckschaltern (für verschiedene Wasserstände) oder mit einem Drucksensor ausgewertet.
Die gleiche Technik zur Wasserstandsermittlung nutzt auch die Mehrzahl der Geschirrspülmaschinen.
Innerhalb der Luftfalle findet nur eine geringe Wasserbewegung statt. Sie wird kaum durchspült, so dass sich hier Schmutz ablagern kann. Fehlfunktionen aufgrund falscher Wasserstandsmessung können oft durch Reinigen der Luftfalle behoben werden.

#### Mengenautomatik
Einige Modelle besitzen eine sogenannte Mengenautomatik. Diese steuert die Dosierung des benötigten Wassers sowie des Waschmittels und Weichspülers, sofern letztere über den Waschmittelbehälter zugeführt werden. Die Steuerung erfolgt elektromechanisch oder elektronisch und ist abhängig von der Füllmenge und dem gewählten Waschprogramm.
Maschinen mit Mengenautomatik lassen nach dem Beginn des Waschprogramms zunächst nur eine gewisse Menge Wasser zulaufen. Der Wasserstand wird dabei mit einem Druckwächter genau überwacht. Abhängig von der Art und Menge der eingefüllten Wäsche saugt diese einen Teil des eingelaufenen Wassers auf. Nach einer gewissen Laufzeit, üblicherweise während der Pausenzeiten zwischen der Drehrichtungsumkehr der Waschtrommel, wird weiteres Wasser zugeführt, bis schließlich das Sollniveau erreicht ist. Durch den Vergleich der pro Zeitabschnitt zugeführten Wassermenge mit dem entsprechenden Anstieg des Wasserpegels kann die Steuerung die Wäschemenge abschätzen.
Alternativ wird die elektrische Leistung ermittelt, welche nötig ist, um die Trommel zu bewegen, indem die Stromaufnahme des Antriebsmotors gemessen wird. Da die Wäschestücke sich von der Trommel jeweils fast eine halbe Umdrehung nach oben befördern lassen, bevor sie wieder nach unten fallen, kann aus der Leistung, die für die stete Aufwärtsbewegung der Wäsche erforderlich ist, Rückschluss auf die Wäschemenge gezogen werden.

#### Reduktion des Waschmittelverlusts
1986 wurde von AEG die erste Waschmaschine mit sogenannter „Öko-Schleuse“ zur Waschmitteleinsparung angeboten. Je nach Hersteller verhindert ein Kugelventil oder eine Klappe, dass sich ein Teil des eingelassenen Wassers ungenutzt in der Laugenpumpe und deren Anschlussschläuchen sammelt. Dorthinein läuft das zuerst eingelassene Wasser, welches die größte Menge an Waschmittel aus der Einspülkammer enthält und für den Waschvorgang verloren wäre. Zuvor wurde häufig empfohlen, das Waschmittel erst ca. 15–60 Sekunden nach Programmstart hinzuzufügen.

#### Unwuchtkontrolle
Haushaltswaschmaschinen fast aller Marken sind mit einer Unwuchterkennung ausgestattet. Bei Geräten von Bosch und Siemens wird dafür das Motor-Tachosignal ausgewertet. Vor dem Schleuderhochlauf wird die Trommel mit 100/min angesteuert, dann wird auf 75/min reduziert. Durch das Motortachosignal (Istwertgeber im Motor) wird das Abtourverhalten über die Elektronik ausgewertet. Diese Abfrage kann mehrmals erfolgen, gefolgt vom Auflockern der Wäsche durch Hin- und Herbewegungen der Trommel. Bei größerer Unwucht der Trommel wird die Schleuderenddrehzahl stufenweise reduziert, bis hin zum Schleuderabbruch bei zu großen Unwuchten. Geräte von V-Zug nutzen ein System, in dem extra eingelassenes Wasser im Trommelbereich (getrennt von der Wäsche) die Unwucht beim Schleudern ausgleicht. Damit entfällt eine Reduzierung der Schleuderdrehzahl.
Kleine, alte Eudora-Waschmaschinen enthielten ein Pendel, welches bei starker Vibration der Maschine ausgelenkt wurde und einen Kontakt betätigte, welcher die Maschine zum Abbrechen des Schleudervorgang und Umschichten der Wäsche veranlasste.

#### Spülstopp
Die Spülstopp-Funktion (auch Spül-Stopp) ist manuell anwählbar. Sie beendet das Waschprogramm, bevor das Spülwasser des letzten Spülgangs abgepumpt wurde. Die Wäsche verbleibt im Spülwasser. Hierdurch wird verhindert, dass empfindliche Textilien durch das Schleudern oder durch längere, trockene Lagerung in der Trommel verknittern. Vor der tropfnassen Entnahme der Wäsche wird das Spülwasser durch manuelle Anwahl des entsprechenden Programmpunktes abgepumpt.

#### Umflutsystem
Vereinzelt sind Waschmaschinen mit einem Umflutsystem ausgestattet. Eine Umflutpumpe fördert während des Waschvorgangs die Lauge wiederholt über einen Durchlauferhitzer und führt es der Wäsche wieder zu. So kann die Menge der Waschlauge reduziert werden, wodurch Wasserverbrauch und insbesondere der Strombedarf zum Aufheizen der Lauge sinken. Darüber hinaus wird das Waschmittel effizienter genutzt, und auch möglicherweise in den Pumpensumpf gelangtes Waschmittel wird wieder verwendet.
In einem kleinen Sumpf, etwa dem Schlauchstück zur Ablaufpumpe sollen sich gröbere Verunreinigungen absetzen können, weshalb die Umflutpumpe die Lauge von etwas höher entnimmt.

#### Warmwasseranschluss
Einige Geräte können zusätzlich zum herkömmlichen Kaltwasseranschluss auch an eine zentrale Warmwasserversorgung angeschlossen werden. Damit können Energiekosten eingespart werden, wenn das Leitungswasser durch eine Methode erwärmt wird, die preiswerter als die elektrische Erhitzung ist.
Ein möglicher Nachteil eines Warmwasseranschlusses ist, dass einerseits eiweißhaltige Verschmutzungen durch Denaturierung im Gewebe fixiert werden und dann nur noch schwer auswaschbar sind, wenn Wasser gleich zu Beginn des Waschvorgangs mit Temperaturen über 40 °C einläuft, und dass andererseits die dem Waschmittel zugesetzten Enzyme zur Hydrolyse von Eiweißen und Fetten zerstört und damit unwirksam werden können.
Da heute ohnehin eher mit niedrigeren Temperaturen und Wasserständen gewaschen wird, ist die mögliche Einsparung gegenüber der herkömmlichen Methode allerdings nicht mehr so erheblich wie noch in den 1990er Jahren.

#### Waschmaschine mit Wärmepumpe

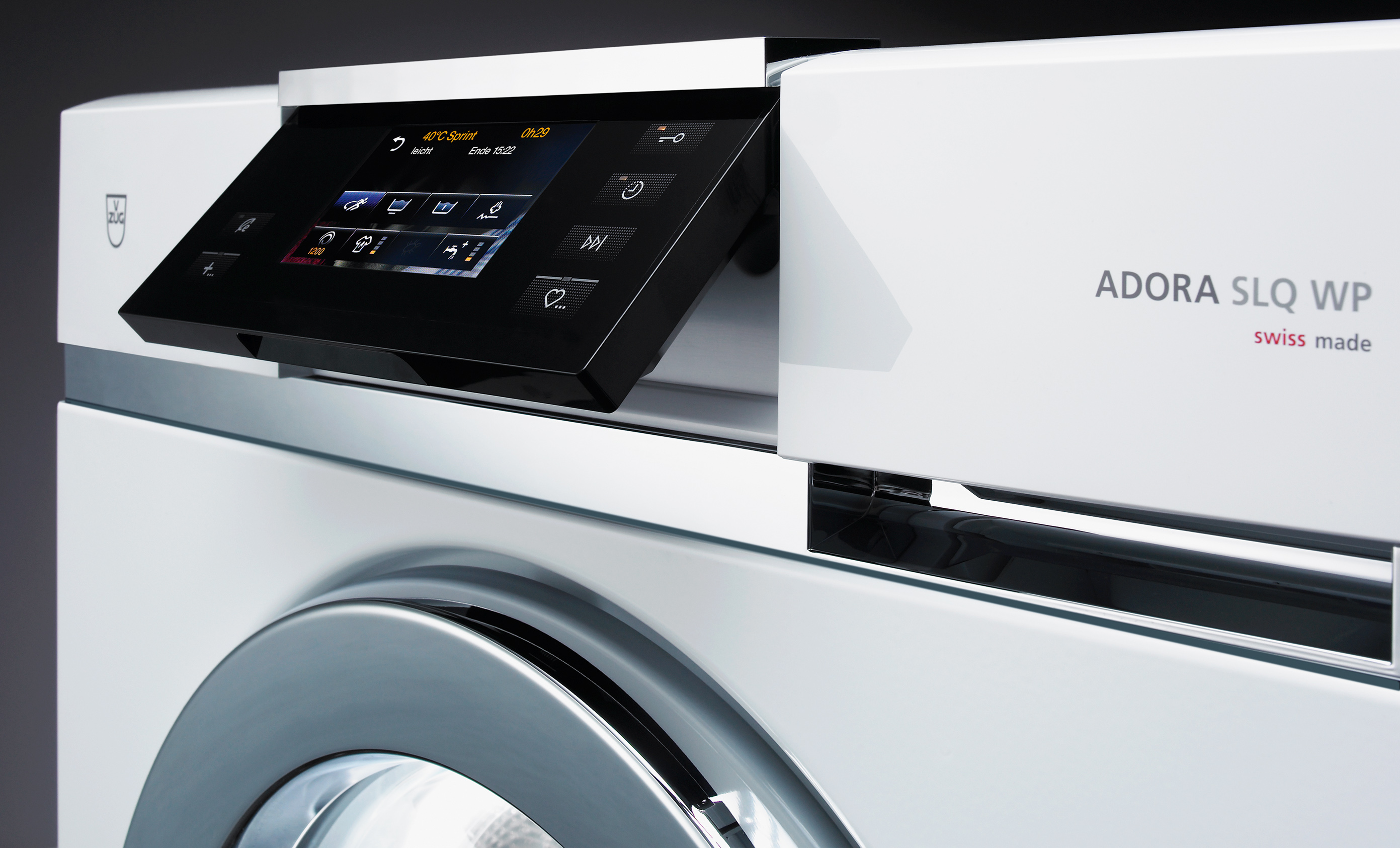
Frontansicht einer Waschmaschine mit Wärmepumpe

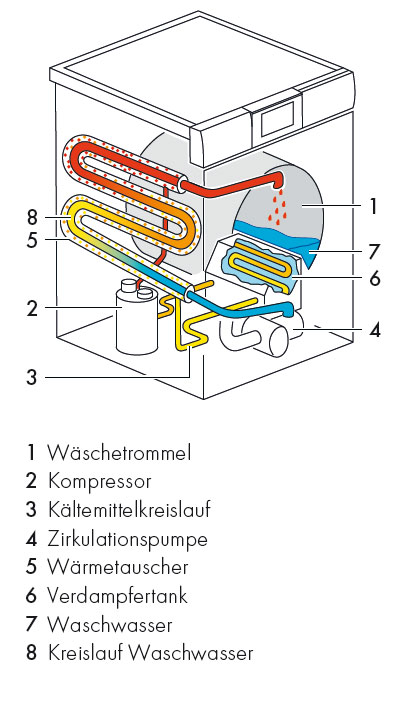
Schematische Darstellung der Integration einer Wärmepumpe in einer Waschmaschine

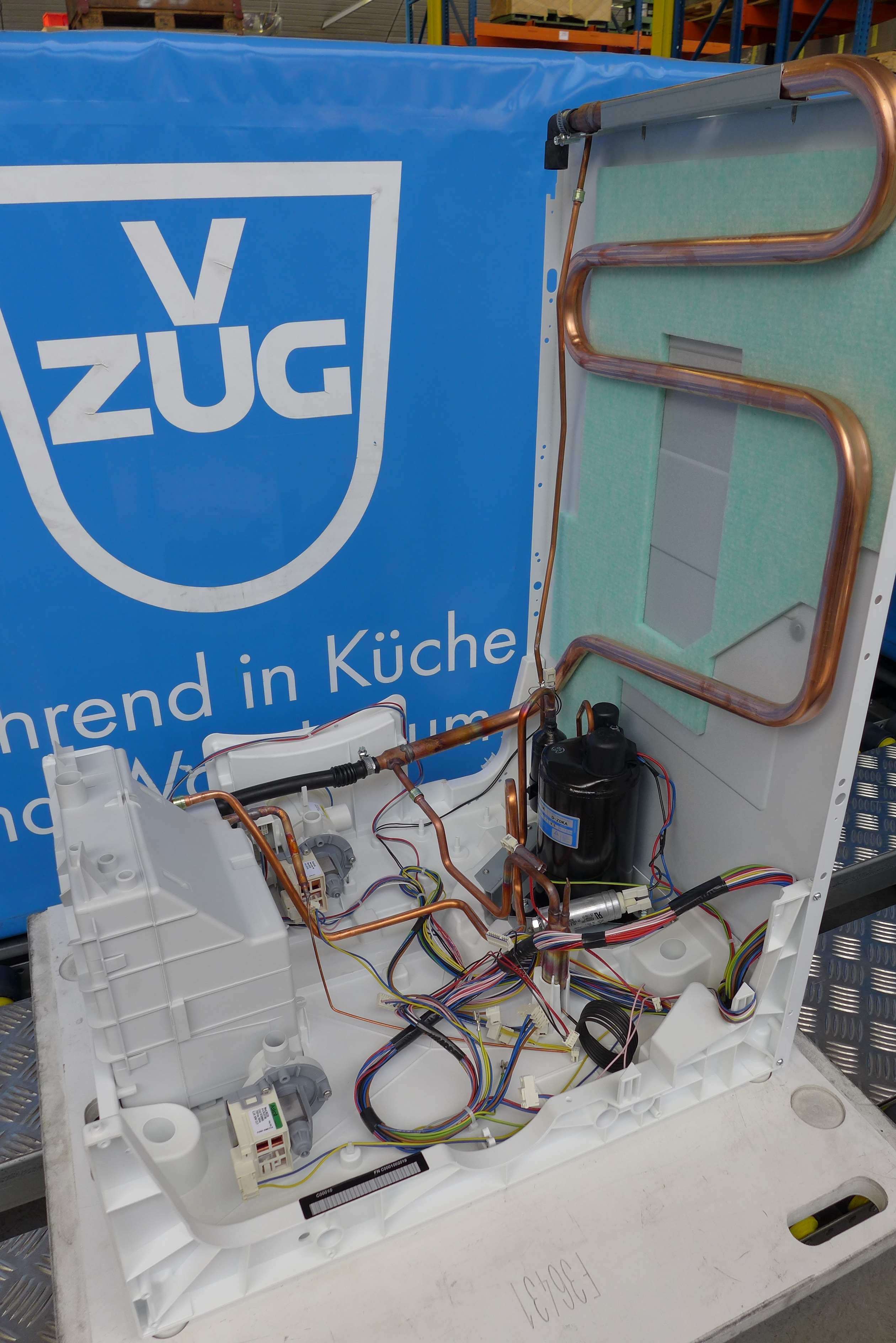
Wärmepumpenaggregat einer Waschmaschine

Energieeffiziente Waschmaschinen mit Entwicklungsstand von 2013 setzen für die Wassererwärmung eine Wärmepumpe anstelle einer elektrischen Widerstandsheizung ein. Dadurch wird der Bedarf an elektrischer Energie reduziert.
Während des Aufheizprozesses wird das mit Waschmittel versetzte Reinigungswasser durch den Kondensator der Wärmepumpe (warme Seite) gefördert. Dabei wird ein Wärmestrom vom Kältemittel auf das Reinigungswasser übertragen und erwärmt. Anschließend fließt das erwärmte Reinigungswasser in den Vorratsbehälter zurück.
Der Verdampfer der Wärmepumpe (kalte Seite) ist in einem Abwassertank angeordnet. Das darin gespeicherte Abwasser dient als Wärmequelle, d. h., es fließt ein Wärmestrom vom Abwasser zum Kältemittel, welches verdampft. Das Abwasser kühlt ab und gefriert. Nach dem Waschprogramm fließt das noch warme Abwasser in den Abwassertank und schmilzt das gefrorene Abwasser. Dadurch wird ein Teil der Wärmeenergie des warmen Abwassers zurückgewonnen. Durch das Aufschmelzen kann das Reinigungswasser des nächsten Waschprogramms wieder mit Hilfe der Wärmepumpe erwärmt und dadurch der Dauerbetrieb sichergestellt werden. Alle Komponenten für das Wärmepumpenaggregat sind im Standardgehäuse einer Waschmaschine untergebracht.
Der Nutzen dieser Wärmepumpe ist der Wärmestrom im Kondensator, welcher das Prozesswasser aufwärmt. Der Aufwand ist die elektrische Leistung des Kompressors der Wärmepumpe, des Trommelantriebs sowie der Reinigungswasserpumpe. Ein wesentlicher Schlüssel für die Effizienzsteigerung und den Betrieb der Wärmepumpe ist das Zurückgewinnen der normalerweise „verlorenen“ Wärmeenergie im abgepumpten Abwasser mit der Wärmepumpe.
Waschmaschinen mit Wärmepumpentechnologie für ein Einfamilienhaus reduzieren den Bedarf an elektrischer Energie gegenüber herkömmlichen Waschmaschinen um 17 % bis 60 % (Stand 2015). Diese Waschmaschinen entsprechen der Energieeffizienzklasse „A+++“.
Zum Kapitel Energieeffizienz gehört auch die Anzeige der voraussichtlich benötigten Energiemenge. Dieser ECO-Monitor wurde ca. 2012 eingeführt und ein erweitertes Verfahren unter GM1 2012 in Österreich zum Schutz eingereicht.

### Waschtrockner
Eine besondere Bauform ist die Kombination der Waschmaschine mit einem Wäschetrockner in einem Gerät, ein sogenannter Waschtrockner.

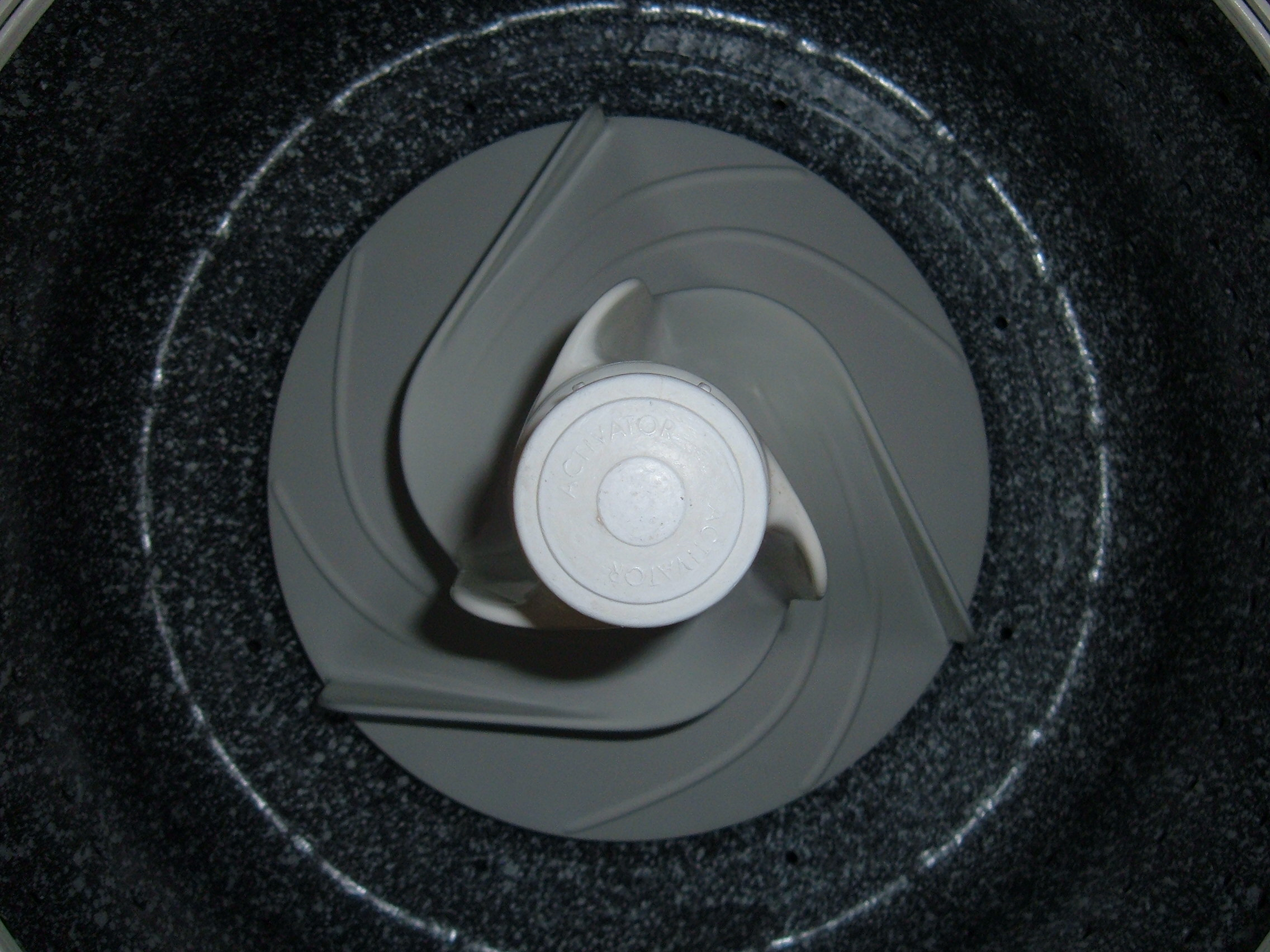
Agitator in einer Bottichwaschmaschine

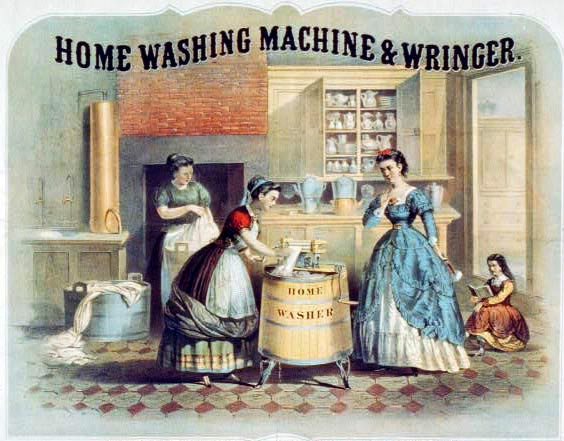
Historische Waschmaschine aus den USA

### Bottichwaschmaschine
Die seit Mitte der 1940er Jahre vermarkteten Maschinen werden hauptsächlich in den USA, Asien und Australien gebaut und verwendet.
Bottichwaschmaschinen waren in der Vergangenheit auch in Deutschland üblich, das letzte verbreitete Modell war die in der DDR produzierte WM 66.
In einem nach oben offenen Waschbottich erfolgt die Waschfunktion durch einen mittig angeordneten und um die vertikale Achse drehenden Rührarm, der die Waschlauge bewegt, oder rotierende Rippen am Boden, welche die Wäsche in der Waschlauge bewegen.
Der Waschbottich besteht aus einer für den Schleuderprozess drehbar gelagerten, gelochten Trommel aus emailliertem Metall oder Edelstahl, umhüllt von einem weiteren, wasserdichten Bottich, der eventuell zugleich das Außengehäuse darstellt. In der Mitte des Bottichs befinden sich der mit Lamellen oder sonstigen Konstruktionen versehene Agitator (Rührer) und der Wasserzufluss. Wenn der Wasserstand erreicht ist, wird der Agitator gestartet. Dieser führt jeweils eine halbe Drehung nach rechts und nach links durch und bewegt die Waschlauge oder die Wäsche, wodurch ein mechanischer Waschprozess stattfindet. Die Lauge wird über eine elektrische Pumpe entsorgt. Zum Schleudern der Wäsche dreht sich der innere gelochte Waschbottich.
Die Geräte können leichter als Waschvollautomaten mit horizontaler Drehachse ausgeführt werden, weil sie nicht zur Reduzierung von Schwingungsamplituden beschwert werden müssen. Zum einen wird wegen der größeren Waschtrommel die zum Schleudern der Wäsche notwendige Zentrifugalkraft schon bei geringer Drehzahl erreicht; Unwuchten bzw. damit verbundene Vibrationen und mögliches „Wandern“ einer freistehenden Maschine treten damit weniger in Erscheinung (siehe dazu u. U. auch Vibrationswendelförderer und Schwingförderer).

Zum anderen ist die Lagerbelastung geringer als bei Frontlader-Waschtrommeln, da das Kippmoment bei vertikaler Drehachse entfällt. Die Maschinen verfügen über keine eigene Heizung, sondern werden entweder von der Warmwasserversorgung des Hauses gespeist oder waschen ungeheizt. In den USA sind die Maschinen an Warm- und Kaltwasser angeschlossen und mischen je nach Temperaturwahl. Heutzutage wird die Mischtemperatur thermostatisch kontrolliert. Die Bottiche sind meist für eine größere Wäschemenge (von 6 kg und mehr) ausgelegt und verfügen zur Vermeidung von Unfällen über einen Klappdeckel.
Vorteil der Bottichwaschmaschinen sind eine größere Wäscheschonung, weniger Knitter (Schwimmwaschverfahren), sowie kürzere Gesamtwaschzeiten, da mehrere Ladungen hintereinander in der einmal bereiteten Flotte gereinigt werden können, insbesondere, wenn das Spülen außerhalb der Maschine von Hand oder durch Spülschleuder vorgenommen werden können. „Waschbuffet“ oder „Twin Tub“ bezeichnen Maschinen, die zum zeitgleichen Umgang mit zwei Ladungen gedacht sind.

#### Nachteile von Bottichwaschmaschinen
Bottichwaschmaschinen haben gegenüber Trommelwaschmaschinen einige Nachteile.
- Bottichwaschmaschinen brauchen mehr Wasser je Wasch- oder Spülgang. Der Verbrauch pro Waschgang beläuft sich auf ca. 100 bis 150 Liter. Trommelwaschmaschinen kommen dagegen mit weniger als 50 Litern aus (beide Werte aliquotiert bezogen auf 5 kg Wäsche). Die durchaus üblichen Bottichenmaschinen für 9 kg Wäsche brauchen dementsprechend noch mehr. Bei Trommelwaschmaschinen ist weniger Wasser je Wasch- oder Spülgang notwendig, weil die Wäschestücke durch die Trommelbewegung auch bei niedrigem Wasserstand vollständig benetzt und durchspült werden.
- Bottichwaschmaschinen verbrauchen mehr Strom. Der Environmental Protection Agency zufolge benötigt eine Waschmaschine mit vertikaler Rotationsachse etwa doppelt so viel Strom wie eine der in Europa üblichen Maschinen mit horizontaler Drehachse (H-Achsen-Maschinen),[44] Seit den 2000er Jahren sind Frontladerwaschmaschinen vermehrt auch in Nordamerika in Gebrauch. Sie werden unter der Bezeichnung HE-Waschmaschinen vermarktet. („HE“ steht für high efficiency).
- Bottichwaschmaschinen verfügen oft über keine elektrische Heizung. Die für den Waschprozess vorteilhafte Laugentemperatur wird über einen Warmwasseranschluss realisiert. Kaltes Wasser wird über einen Kaltwasseranschluss bezogen. Damit lassen sich die Temperaturen „heiß“ (nur Warmwasser), „warm“ (Kalt- und Warmwasser gemischt) und „kalt“ (nur Kaltwasser) einstellen. Die maximale Laugentemperatur entspricht der Warmwassertemperatur, die die jeweilige Hausinstallation bereitstellen kann.
- Die geringere Wäschebewegung und niedrigere Waschtemperaturen müssen mit schärferer Chemie und längerer Einwirkzeit ausgeglichen werden, um dieselben Waschergebnisse zu erzielen wie Trommelwaschmaschinen. In den USA wird dazu Chlorbleiche eingesetzt, die nicht nur den Schmutz, sondern auch das Gewebe angreift, wodurch die Wäsche schneller verschleißen kann (was den „Vorteil“ der „größeren Wäscheschonung“ relativiert). Die zusätzlichen Chemikalien belasten die Umwelt.[45]

#### Kugelwaschmaschine

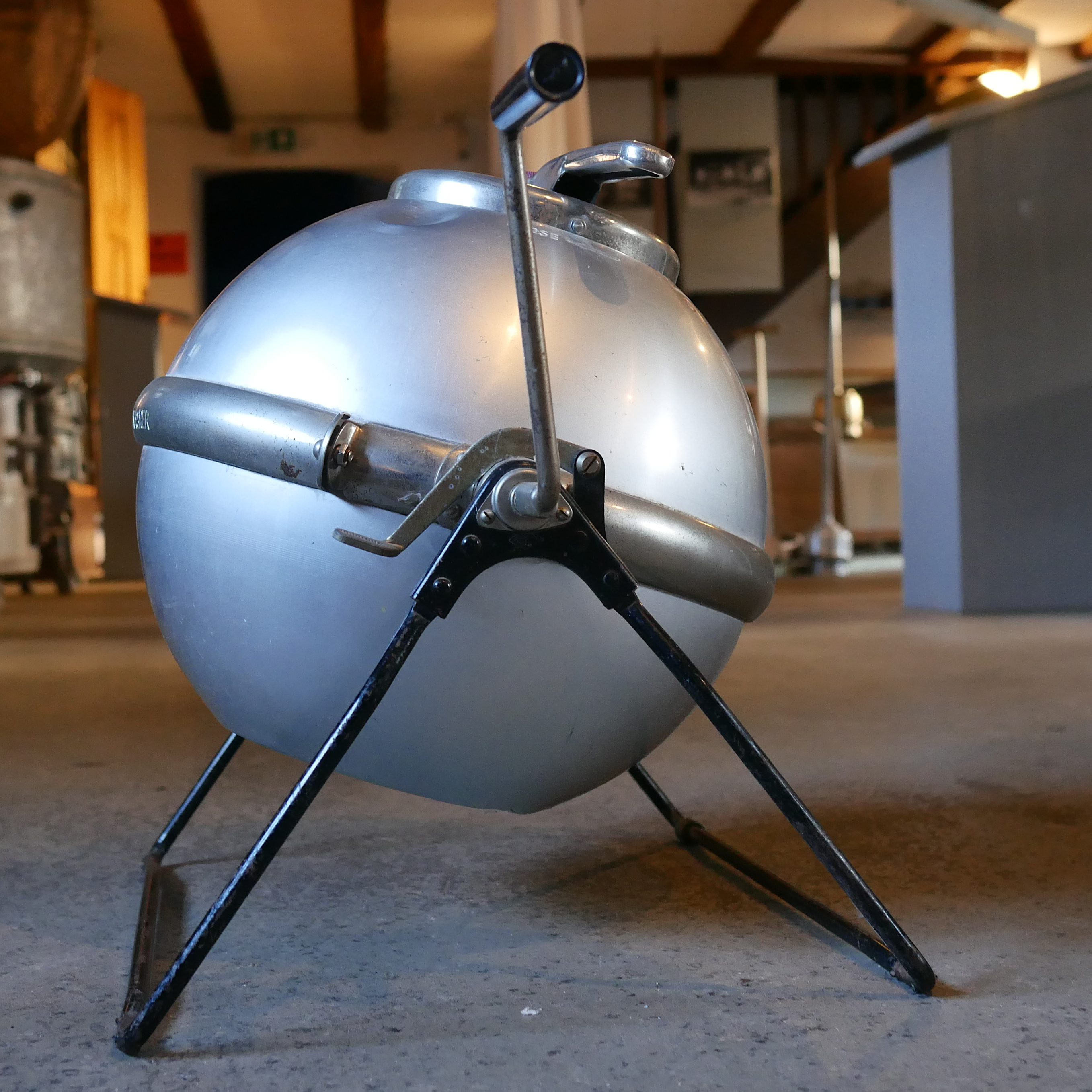
Kugelwaschmaschine Kamome

Die Kugelwaschmaschine besteht aus einer an einem Gestänge aufgehängten Kugel, in die durch eine wasserdicht verschließbare Öffnung heißes Wasser, Lauge und die zu waschende Wäsche eingeführt werden. Die Wäsche wird durch das Drehen der Kurbel und die dadurch ausgelöste Bewegung der Kugel gereinigt. Obwohl schon seit den 1920er Jahren Kugelwaschmaschinen mit Elektroantrieb angeboten wurden (vergleiche hierzu die Kugelwaschmaschine SCANDOW von 1925 im Heimatmuseum der Stadt Teltow) wurden selbst in den 1950er Jahren die meisten Kugelwaschmaschinen für den Handbetrieb produziert. Sie sind eine Nischentechnologie, da zu dieser Zeit schon wesentlich größere Bottich- und Trommelwaschmaschinen sowie immer mehr auch die Waschvollautomaten zur Verfügung standen. Dass Kugelwaschmaschinen zu dieser Zeit vor allem für den Handbetrieb gebaut wurden, kann auch damit zusammen hängen, dass sie für Einpersonenhaushalte und einkommensschwache Haushalte, die nicht mehrere Monatsgehälter für eine Waschmaschine ausgeben konnten, gebaut wurden. Später könnten sie auch fürs Camping und für Wochenendgrundstücke genutzt worden sein.

#### Hammerwaschmaschine
Eine veraltete Form ist die Hammerwaschmaschine, die sich wegen der größeren Beanspruchung der Wäsche und wohl auch der platzgreifenderen Konstruktion nicht durchgesetzt hat.

## Gewerbliche und industrielle Maschinen

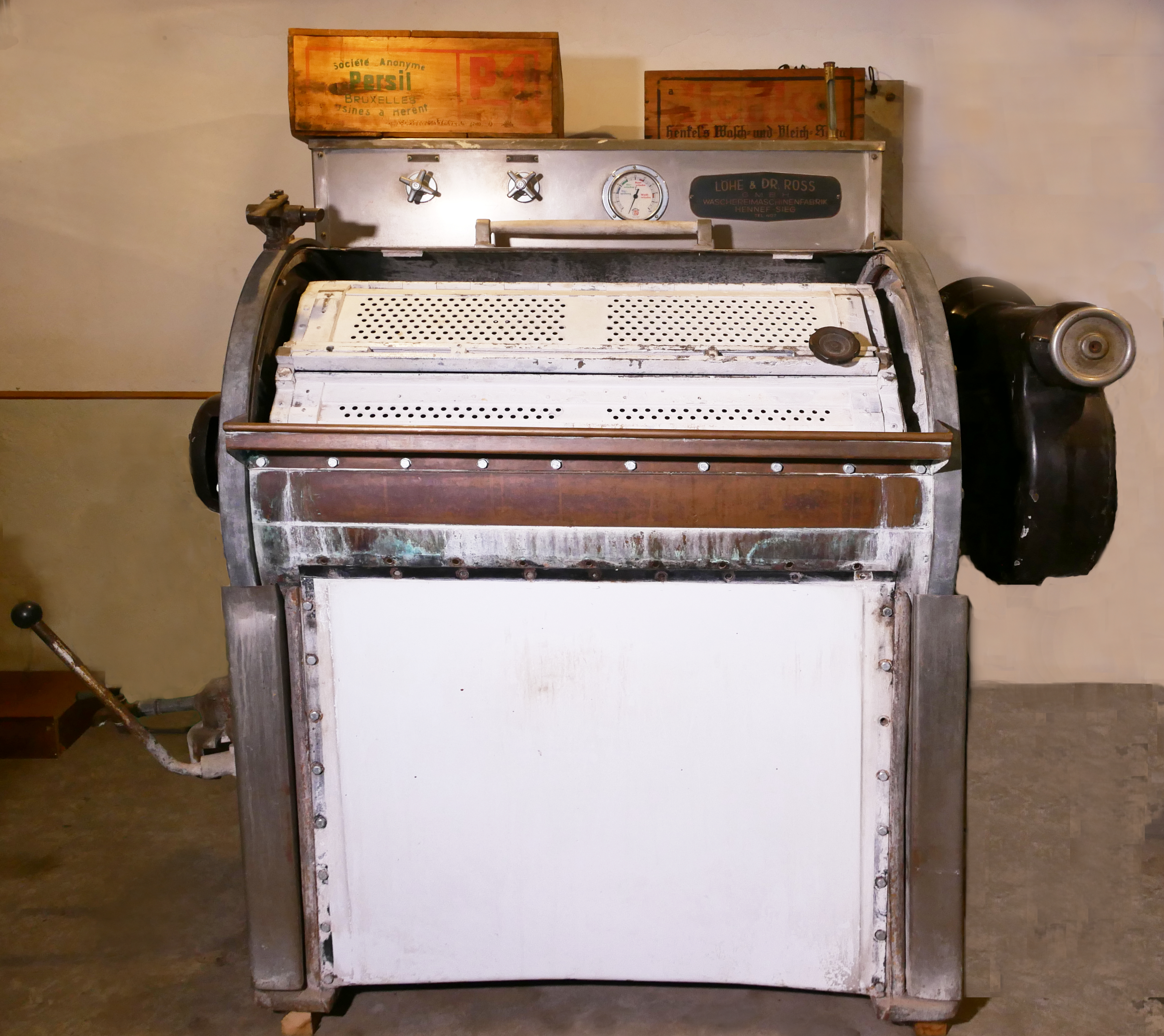
Waschmaschine eines Hotels der „Löhe & Dr. Ross GmbH“, 1960er Jahre

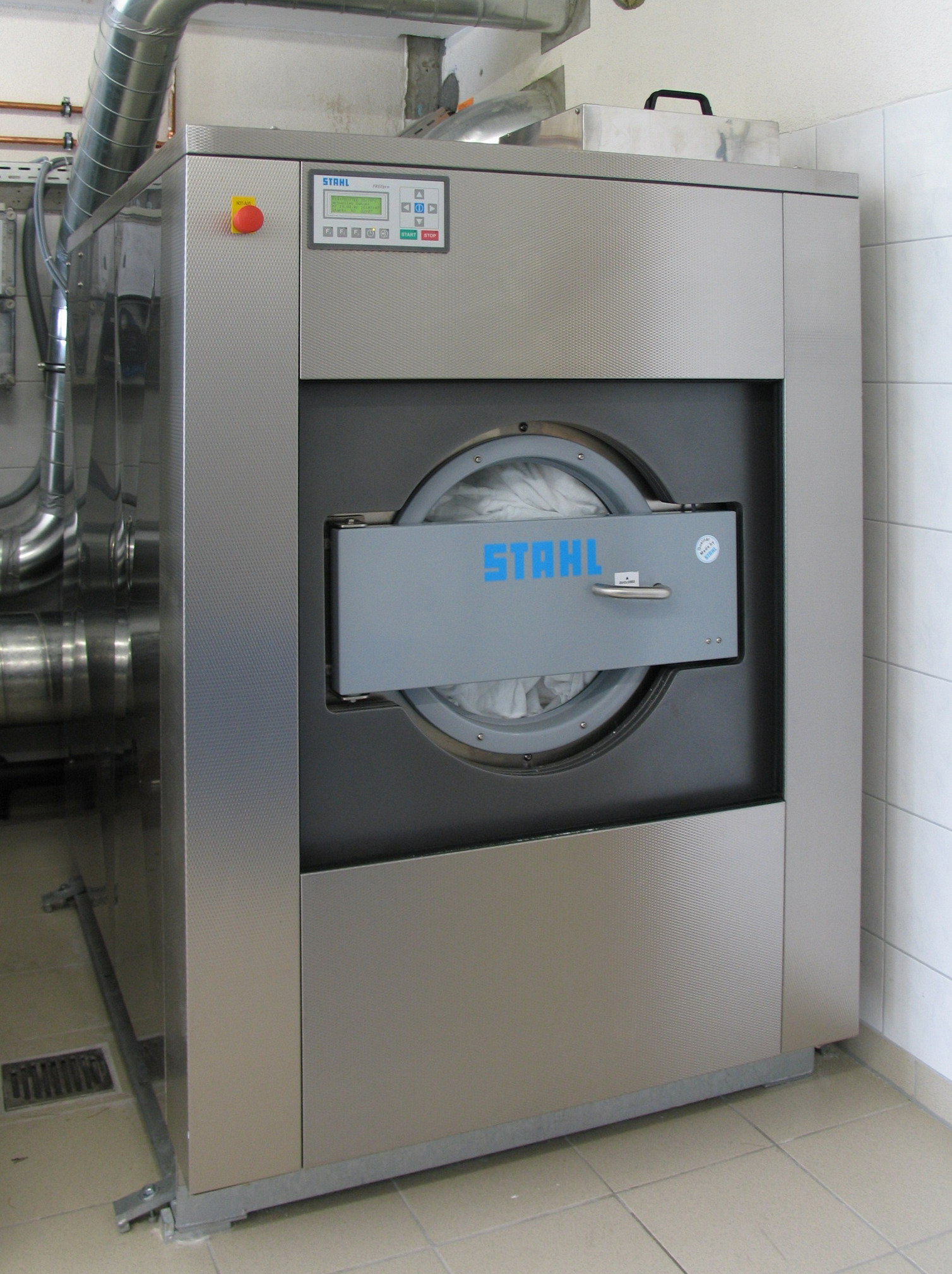
Gewerbewaschmaschine für etwa 60 kg Schmutzwäsche

Gewerbliche Waschmaschinen unterscheiden sich insbesondere durch ihren leistungsfähigeren Motor und die Beladungskapazität von den Haushaltsmaschinen. In der industriellen Wäscherei kommen sowohl Waschschleudermaschinen als auch kontinuierlich arbeitende Waschstraßen (Kontinueanlagen) zur Anwendung. Einsatzkriterien sind u. a. die Menge und Beschaffenheit des Waschgutes. Zur Kostenminimierung sind industrielle Maschinen seit langem für einen ressourcensparenden Betrieb ausgelegt. So ist es häufig möglich, durch Flottenrückgewinnung bestimmte Wasch- und Spülbäder mehrfach zu verwenden und so den Wasser- und Energieverbrauch zu reduzieren.
Bei besonderen hygienischen Anforderungen (z. B. Krankenhauswäscherei) werden die Maschinen so ausgeführt, dass sie von zwei voneinander abgetrennten Räumen aus zugänglich sind. Das Beladen erfolgt auf der unreinen Seite und das Entladen auf der reinen Seite.
Die Beheizung der Maschinen erfolgt über Heißdampf, Thermoöl oder auch elektrisch. Häufig kommen speicherprogrammierbare Steuerungen zum Einsatz. Auch die Waschzyklen sind oft kürzer, meist um 40 Minuten pro Waschladung, um den Durchsatz zu erhöhen.

### Waschschleudermaschinen
Waschschleudermaschinen ähneln prinzipiell den oben beschriebenen Haushalts-Trommelmaschinen, sind allerdings naturgemäß für deutlich höhere Fassungsvermögen konstruiert.
Um eine gleichmäßige Masseverteilung sowie die notwendige Waschmechanik zu gewährleisten, werden größere Waschtrommeln in zwei bis vier Kammern unterteilt. Die Be- und Entladung erfolgt je nach Bauart stirn- oder mantelseitig.

### Kontinueanlagen
Kontinueanlagen sind stetig oder taktweise arbeitende Waschstraßen, bei denen das Waschgut vollautomatisch und kontinuierlich gewaschen wird, ohne Maschinenstillstand durch Be- und Entladung.

### Münzwaschmaschinen
Münzwaschmaschinen sind Selbstbedienungswaschmaschinen, bei denen die Bezahlung mit Münzen erfolgt. Sie stehen oft in Selbstbedienungswaschsalons, auf Campingplätzen oder in Waschräumen größerer Mehrfamilienhäuser. Der Münzeinwurf und die zugehörige Mechanik sind oft zentral angeordnet: Nach Einwurf der entsprechenden Münzen oder Wertmarken wird die Stromversorgung für die ausgewählte Maschine freigegeben. So können auch handelsübliche Waschmaschinen aufgestellt werden und ein Diebstahlschutz ist leichter zu bewerkstelligen.

## Vernetzung
Premiummarken haben begonnen, Hausgeräte mit Schnittstellen zur Vernetzung über das Internet anzubieten, überwiegend in der Powerline-Technik. Das Ziel der Hersteller ist dabei, neue (Fern-)Bedienmöglichkeiten zu schaffen.

## Flottenverhältnis
Das Flottenverhältnis ist das Verhältnis von Wäschemenge zum Wasservolumen in einer Waschmaschine. Als ideales Flottenverhältnis gilt 1:5, d. h. 1 kg Wäsche auf 5 l Wasser (siehe dazu Flotte).
Das trifft aber nur auf Trommel- und Kugelwaschmaschinen zu. Bei Waschkesseln und Wäschetöpfen, in denen die Wäsche nur gekocht oder mit Sprudeleinsätzen – auch Waschfontänen genannt – gereinigt wird, bei Waschzubern bzw. Waschwannen, in denen mit der Hand, Waschglocken, Waschbrettern oder Schallwäschern gewaschen wird, benötigt man ein Flottenverhältnis von 1:10; gleiches gilt für das Einweichen in Wannen, Schüsseln oder Eimern.
In Bottichwaschmaschinen ist ein Flottenverhältnis von 1:15 bis 1:20 vorgesehen. Ebenso für Rührflügel- und Schlagkreuzwaschmaschinen, Waschbrettmaschinen, Schaukelwaschmaschinen und Pendelkorbwaschmaschinen.
Bei Waschglockenmaschinen, Wellenradwaschmaschinen (auch Turbo-, Schnell- oder Pulsatorwaschmaschinen genannt) sowie Taumelscheibenwaschmaschinen werden 1:20 bis 1:25 gefordert.
Das höchste Flottenverhältnis benötigen Pumpenwaschmaschinen, nämlich 1:30.
Das Flottenverhältnis gibt lediglich die zur Erreichung eines ausreichenden Wascheffekts notwendige Wassermenge an. Die Waschflotte ist nach einem Waschgang nicht unbedingt „verbraucht“. Fünf Liter sind im Allgemeinen für ein Kilogramm Trockenwäsche ausreichend. Darum können auch mehrere Waschladungen in derselben Flotte gereinigt werden.

## Keime und Verunreinigungen
Waschmaschinen sind auf hohe Energieeffizienz und geringen Wasserverbrauch ausgelegt. Die Wäschen werden überwiegend bei Temperaturen unter 60 °C durchgeführt. Dies spart Energie. Jedoch werden Bakterien nicht vollständig abgetötet; dadurch können Gerüche entstehen. Deshalb können regelmäßige heiße Wäschen bei 60 °C oder mehr nützlich sein. Laut Stiftung Warentest erreichen viele Waschmaschinen im 60-°C-Eco-Programm keine 60 °C, sondern nur im 60-°C-Normalprogramm.
Bei dem im Rahmen der Ökodesign-Verordnung (EU) 2019/2023 eingeführten und seit 2021 bei allen neuen Waschmaschinen vorhandenen Waschzyklus mit der Bezeichnung „eco 40-60“ werden je nach Beladung nur Temperaturen zwischen 25 °C und maximal 45 °C (meist sogar unter 40 °C) erreicht.
Höhere Waschtemperaturen, der pH-Wert der Waschlauge und verschiedene Waschmittelinhaltsstoffe sowie das Bügeln oder das Trocknen der Wäsche im Trockner können Mikroorganismen abtöten.
Manche Krankheitserreger oder deren Sporen (etwa von Clostridien) sind hitzeresistent und könnten nicht durch Auskochen der Wäsche entfernt werden.

## Mikroplastik
2011 berichtete das Fachjournal Environmental Science & Technology von einer Untersuchung an Stränden, bei der auf allen Kontinenten Mikroplastik gefunden wurde; darunter wohl auch synthetische Fasern aus Kleidungsstücken (z. B. ): Im Abwasser von Waschmaschinen finden sich bis zu 1.900 Faserteilchen pro Waschgang. Fleece steht besonders im Verdacht, Mikropartikel freizusetzen. Bei jedem Waschgang lösen sich Chemiefaser-Bruchstücke aus den Wäschestücken und passieren teilweise die Kläranlagen. Eine Studie zeigte, dass beim Waschen von Polyester-T-Shirts im Schonwaschgang (höherer Wasserstand) im Vergleich zu anderen Waschprogrammen durchschnittlich 800.000 zusätzliche Mikrofasern in das Abwasser gelangen.

## Effektivität und Standards

### Europa
Seit dem Inkrafttreten der Energieverbrauchskennzeichnungsverordnung für Waschmaschinen (2021) am 1. Januar 1998 sind die Hersteller von verschiedenen Haushaltsgeräten, darunter auch Waschmaschinen, dazu verpflichtet, jedes Gerät nach bestimmten umweltrelevanten Kriterien zu beurteilen. Diese Beurteilung geschieht unter Laborbedingungen und führt zu einer Einteilung des Geräts in verschiedene Klassen. Diese Klassifizierung wird als EU-Energie-Label auf dem Gerät angebracht. Prüfgrundlagen und Laborbedingungen zur Ermittlung der Gebrauchseigenschaften von Waschmaschinen wurden 1974 in der internationalen Norm IEC 456 bzw. in der deutschen DIN EN 60456 festgelegt.

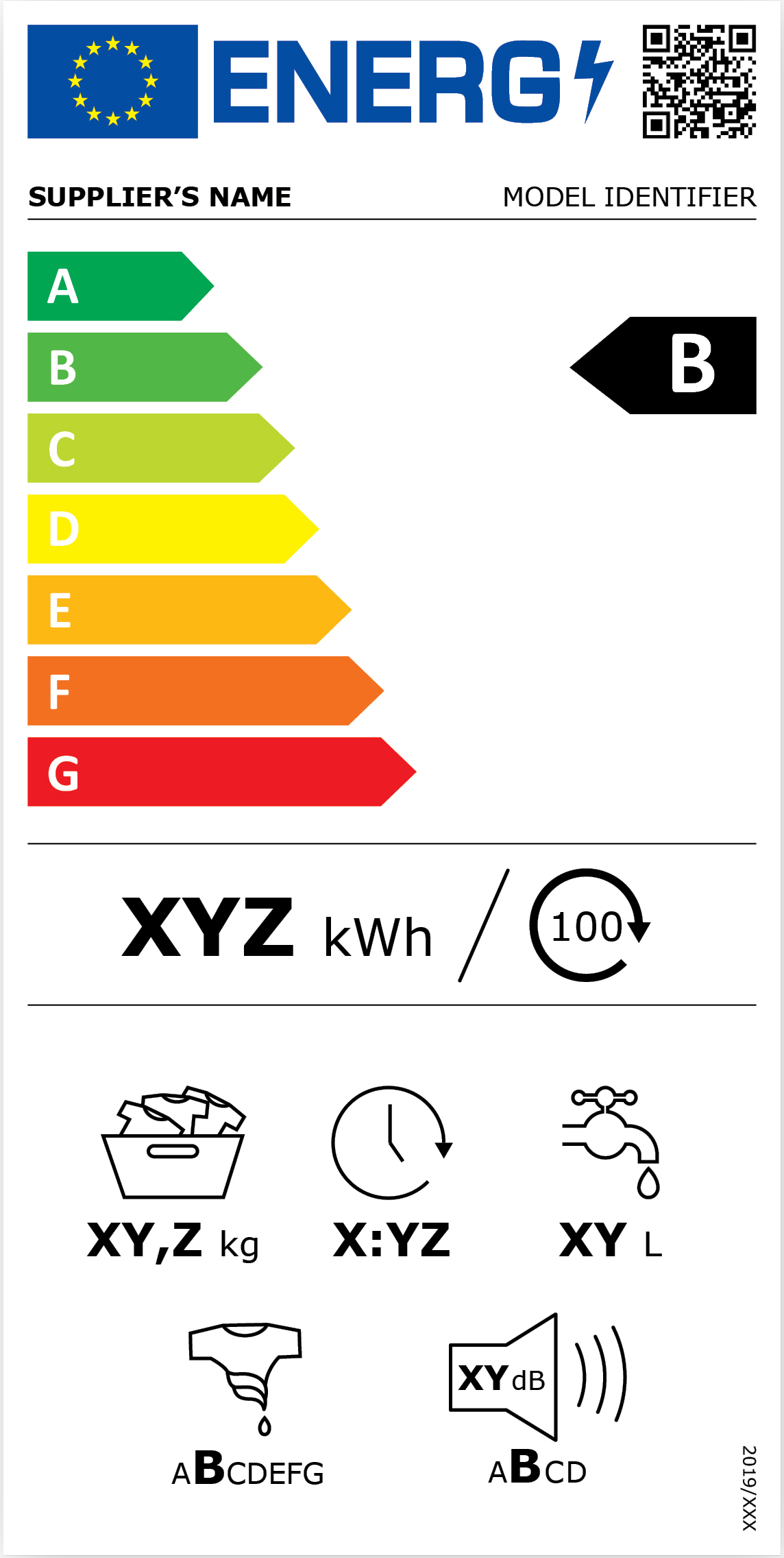
EU-Energielabel

Waschmaschinen werden gemäß ihrer Energieeffizienzklasse, Waschwirkungsklasse und Schleuderwirkungsklasse eingeteilt. Die Bewertung in jeder Klasse erfolgt zwischen A und G, wobei A die beste und G die schlechteste Bewertung darstellt. Mit der EU-Verordnung 1015/2010 wurde ab Dezember 2011 in Europa der Verkauf von Geräten der Energieeffizienzklasse B und schlechter untersagt. Darüber hinaus wurden die neuen Energieeffizienzklassen A+, A++ und später auch A+++ eingeführt. Weiterhin wurden die Bewertungskriterien neu festgelegt.
Diese Bewertung bezieht sich allerdings nur auf die während des Betriebs anfallenden Vorgänge. So wird z. B. der Stromverbrauch im Standby-Betrieb nicht erfasst, der auf die Lebenszeit hochgerechnet bei modernen Geräten mehrere hundert Euro betragen kann. Insbesondere bezieht sich die Energieeffizienzklasse auf den Waschbetrieb im Eco-Modus; der Waschbetrieb ohne Aktivierung des Eco-Modus fällt typischerweise deutlich, z. T. um ein Vielfaches höher aus. Das Prüfsiegel Blauer Engel schließt diese Aspekte mit ein.
Mit der Novellierung des EU-Energielabels zum März 2021 wurde die Skalierung erneut verändert: Die Skala erstreckt sich nun wieder von A bis G. Die höchste Klasse A bleibt für die meisten energieeffizienten Geräte vorerst leer. Waschmaschinen, die in der neuen Skala mit B bewertet werden, können daher energieeffizienter sein als ein Produkt, das bisher das Label A+++ hatte. Darüber hinaus wird der Energie- und Wasserverbrauch einheitlich für 100 Wäschen angegeben. Ein QR-Code führt zu einem ausführlichen Datenblatt. Zur Bewertung wird – wie zuvor – der Eco-Modus („Eco 40–60“) herangezogen.

### Vereinigte Staaten
Für Toplader und Frontlader-Waschmaschinen gibt es einen gesetzlich vorgeschriebenen Standard, der den Energieverbrauch festlegt. Der alte, bis Januar 2011 verwendete Standard beinhaltete keine Beschränkung bezüglich des Wasserverbrauchs. Waschmaschinenhersteller bemühten sich diesbezüglich auch um keine legale Beschränkung, inwieweit unbeheiztes Spülwasser verwendet wurde. Mit dem Energiefaktor wird der Energieverbrauch für Waschmaschinen eingestuft und bewertet.
Nach Einführung neuer verbindlicher Standards wurden die Maschinen so energie- und wassersparend gebaut, wie es gesetzlich vorgeschrieben war. Zum Teil konnten sie durch den noch strengeren Energy-Star-Standard zertifiziert werden.
Das Energy-Star-Programm in Nordamerika listet Energieeffizienz von Waschmaschinen auf und vergleicht diese. Energiefaktor (IMEF) und Wasserfaktor (IWF) werden bei zertifizierten Energy-Star-Geräten verglichen. Der IMEF zeigt im Wesentlichen an, welche Kleidermenge pro Kilowattstunde in einem Durchgang gewaschen wird. Dieser Faktor korreliert stark mit der Art der Waschmaschine (Toplader, Frontlader), der Schleudergeschwindigkeit, Temperatur und der benötigten Wassermenge pro Spül- und Waschzyklus. Der IWF beschreibt die verbrauchte Wassermenge bezogen auf die Kleidermenge.
Energy-Star-Waschmaschinen müssen einen IMEF von mindestens 2,06 für Toplader und 2,76 für Frontlader aufweisen (je höher, desto besser), wobei die besten Maschinen einen Wert von 3,5 erreichen. Der IWF darf höchstens 4,3 für Toplader und 3,2 für Frontlader sein (je niedriger, desto besser).

## Waschsymbole
Das Waschen wird durch einen stilisierten Waschzuber dargestellt. Das Symbol erlaubt Hand- und Maschinen-Wäsche gleichermaßen.

Waschen allgemein

- Waschen allgemeinFehlt ein besonderer Hinweis, so ist Normalwaschgang zulässig.[60]

Waschen 30 °C

- Waschen 30 °CDie Zahl im Zuber bedeutet die höchstzulässige Waschtemperatur (in Grad Celsius).

Waschen 30 °C (schonend)

- Waschen 30 °C (schonend)Ein Balken unter dem Zuber (Unterstreichung) verlangt eine mechanisch schonendere Behandlung, in der Maschine also Pflegeleicht- oder Schonwaschprogramm (Trommel nur halb voll Wäsche, erhöhter Wasserstand, schonendes Schleudern).

Waschen 30 °C (sehr schonend/Wolle)

- Waschen 30 °C (sehr schonend/Wolle)Ein doppelt unterstrichener Zuber verlangt besonders schonende Behandlung, also etwa Wollwaschgang oder Schonwaschgang (Trommel nur 1/3 voll Wäsche, erhöhter Wasserstand, stark reduzierte Bewegung, Wollschleudern oder gar nicht schleudern).

Handwäsche

- HandwäscheEine Hand im Zuber erlaubt nur (schonende) Handwäsche (nicht über 40 °C).

Nicht waschen

- Nicht waschenEin diagonal durchkreuzter Zuber bedeutet, dass das Textil unter haushaltsüblichen Bedingungen überhaupt nicht gewaschen werden darf.

## Gefahren
Nicht selten kommt es zu einem Leck am Bottich (aus Metall oder Kunststoff), der Pumpe samt Wartungsöffnung, flexiblen Verbindungen durch Formschläuche und die Lukendichtung, sodass Inhalt ausrinnen kann.
Stark schäumende Waschmittel können oben Schaum und damit Lauge austreten lassen.
Der Zulaufschlauch steht oft dauerhaft unter dem Speisedruck des Wasserhahns. Ein einfacher Wasserstopp am Auslauf des Wasserhahns angeschraubt stoppt nur bei Wasseraustritt danach mit außergewöhnlich hohem Durchfluss, etwa wenn der Schlauch von einer Olive rutscht oder gänzlich abreißt.
Mitunter wird das vom Waschprogramm elektromagnetisch betätigte Zulaufventil, direkt an den wandfesten Zulaufhahn geschraubt und der Zulaufschlauch zur Maschine mit einem dünnwandigen Wellschlauch umhüllt, dessen Inneres auf Trockenheit kontrolliert wird.
Ein Ablaufschlauch wird zwar mit viel weniger Innendruck, doch hohem Durchfluss betrieben. Ein Risiko besteht darin, die Verbindung zum geordneten Abfluss zu verlieren. Um den Bottichinhalt nicht herauszuheben, muss der Ablaufschlauch ausreichend großes Volumen haben und über einen ausreichend hohen Punkt, etwa den Schlauchhaken an der Rückwand gelegt werden. Ablaufschläuche früher Maschinen wurden am Ende mit einer U-Biegung versehen, mit der sie am Rand einer Badewanne eingehängt werden konnten. Die Reaktionskraft des Durchflusses tendiert dazu das umgekehrte U anzuheben. Ein Saugnapf soll helfen, dass das Schlauchende abwärtsgerichtet in der Badewanne verbleibt. Ein sorgsam verlegter Ablaufschlauch kann von einer insbesondere beim Schleudern wandernden Maschine verzogen werden. Maschinen werden meist am Boden aufgestellt, schon von einem 20 cm hohen Podest kann eine Maschine abwandern und dabei kippen.
Ein Türkontakt und verzögert öffnendes Türschloss verhindert, dass in die (aus)laufende Trommel gegriffen werden kann. Nicht alle Maschinen verhindern, dass die Luke trotz hohem Laugenspiegel geöffnet werden kann.